# Matthäus-Passion (J. S. Bach)

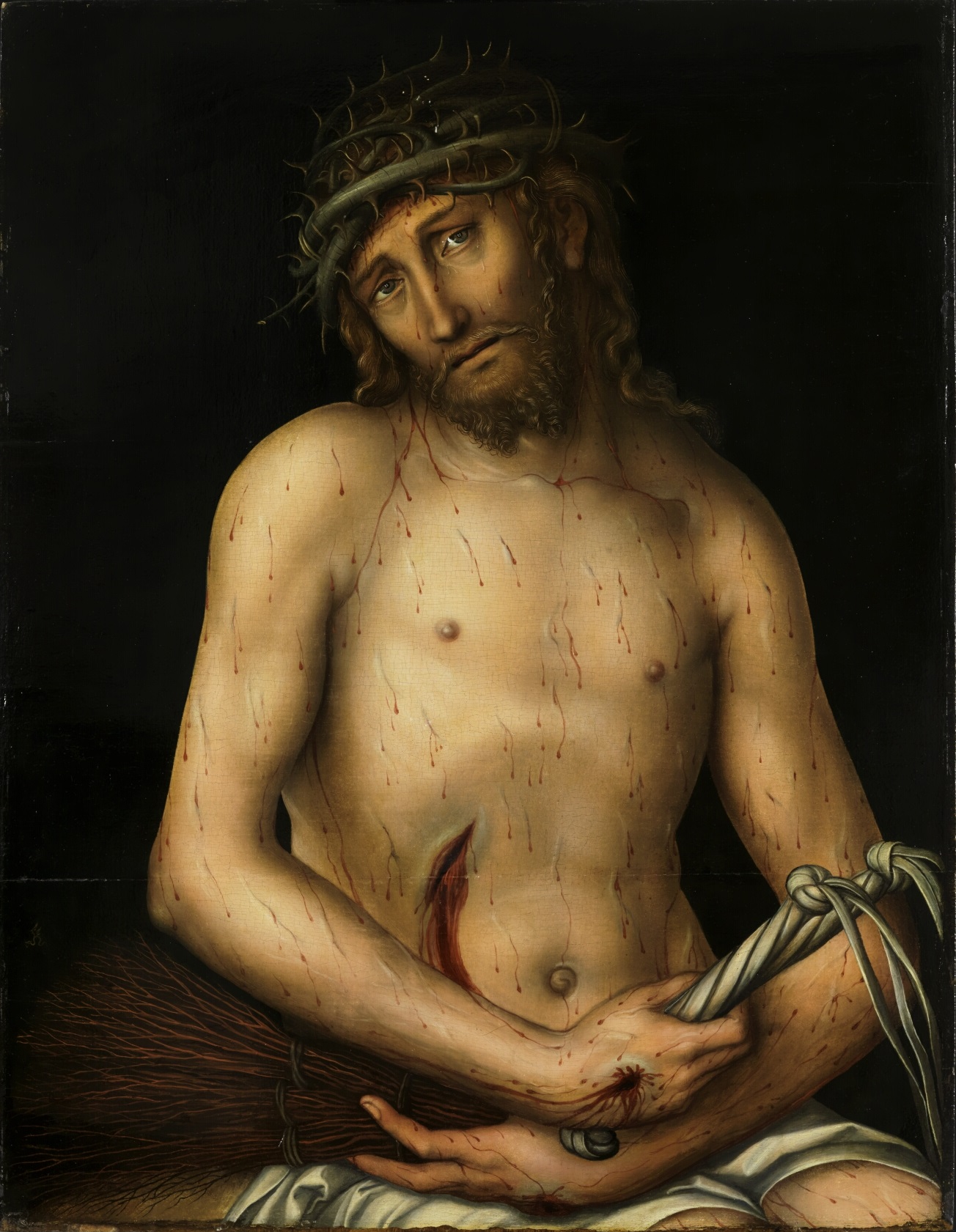
Lucas Cranach d. Ä. deutet in seinem Bild Christus als Schmerzensmann (1515) das Leiden Jesu ebenso wie Bach realistisch und zugleich mystisch

Die Matthäus-Passion, BWV 244, ist eine oratorische Passion von Johann Sebastian Bach. Der Bericht vom Leiden und Sterben Jesu Christi nach dem Evangelium nach Matthäus bildet das Rückgrat. Ergänzt wird er um eingestreute Passionschoräle und erbauliche Dichtungen von Picander in freien Chören und Arien. Die Matthäus-Passion und die Johannes-Passion sind die beiden einzigen vollständig erhaltenen authentischen Passionswerke von Bach. Mit über 150 Minuten Aufführungsdauer und einer Besetzung von Solisten, zwei Chören und zwei Orchestern ist die Matthäus-Passion Bachs umfangreichstes und am stärksten besetztes Werk und stellt einen Höhepunkt protestantischer Kirchenmusik dar. Die Uraufführung fand am 11. April 1727 (Karfreitag) in der Thomaskirche in Leipzig statt. Nach Bachs Tod geriet das Werk in Vergessenheit. Erst am 11. März 1829 erfolgte in Berlin unter der Leitung von Felix Mendelssohn Bartholdy – in einer gekürzten Version – eine Wiederaufführung, die zugleich die Bach-Renaissance einleitete.

## Entstehung und Geschichte

Beginn des Rezitativs Nr. 71 (Autograph). Das Bibelwort schreibt Bach mit roter Tinte.

### Hintergrund
In der christlichen Gemeinde erhielt die biblische Passionsgeschichte von Anfang an großes Gewicht, da dem Leiden und Sterben Christi zentrale Bedeutung zukam. Diese Bibelabschnitte erfuhren in der Feier der Eucharistie und in der Liturgie des Kirchenjahrs durch einen feierlichen Vortrag besondere Aufmerksamkeit. Wahrscheinlich seit dem 5. Jahrhundert erfolgte eine Dramatisierung durch eine Verteilung auf verschiedene Rollen (Evangelist, Jesus, Pontius Pilatus und andere). Heinrich Schütz wies diesen Personen unterschiedliche Stimmen zu und ließ die Menschengruppen als mehrstimmigen Chor auftreten. In Süddeutschland entstand gegen Ende des 16. Jahrhunderts die Tradition, den Passionsbericht durch Choräle, die von der Gemeinde gesungen wurden, zu unterbrechen. Freie poetische Stücke wie Choräle und Arien wurden ab dem 17. Jahrhundert eingefügt.
Im ausgehenden Barock wurde das Passionsgeschehen auf drei unterschiedliche Arten vertont: durch die Passionskantate, das Passionsoratorium als freie Nachdichtung und die „oratorische Passion“. Bach entschied sich bei der Johannes- und der Matthäus-Passion für die letztere Gattung. Während eines Zeitraums von etwa 100 Jahren (1669–1766) bestand in Leipzig die Tradition, die Passionstexte im Morgengottesdienst feierlich zu rezitieren, indem der Evangelientext in der Art des Gregorianischen Chorals gesungen wurde. Erst im Jahr 1717 wurde in der Neuen Kirche das polyphone Singen („figuraliter“) erlaubt, 1721 in St. Thomas, 1724 in St. Nikolai, danach abwechselnd in den beiden Hauptkirchen. Die Passionsmusik fand im vier- bis fünfstündigen Vespergottesdienst ab 14 Uhr ihren Ort, nachdem der Frühgottesdienst von 7 bis 11 Uhr stattgefunden hatte. Im Gegensatz zur heutigen Aufführungspraxis waren Bachs Passionen Bestandteil des Gottesdienstes und nicht als Konzertmusik gedacht.

### Uraufführung

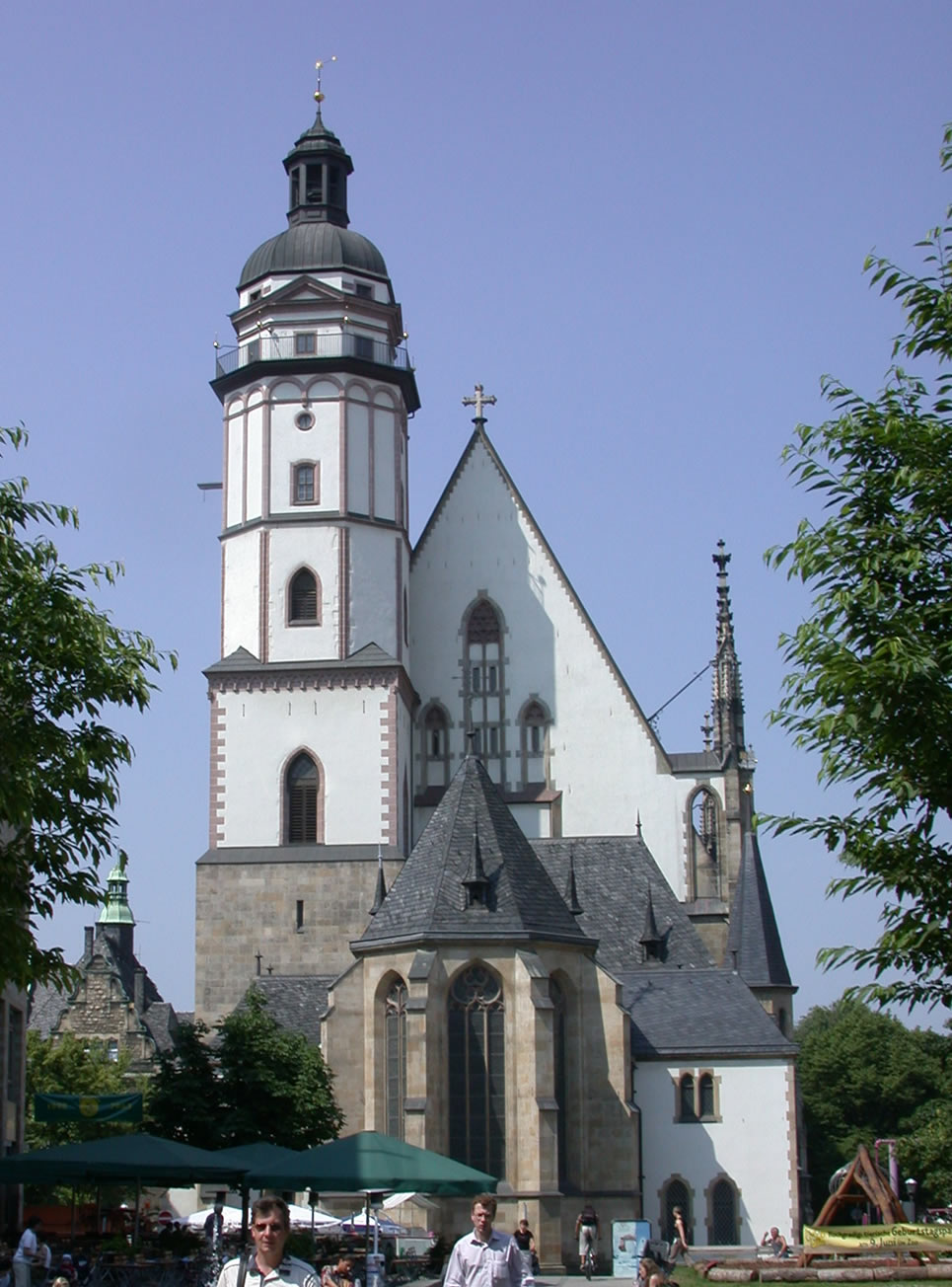
Thomaskirche in Leipzig:
Ort der Uraufführung im Jahr 1727

Wurde bis 1975 das Jahr 1729 als Entstehungsjahr angenommen, so ist mittlerweile weitgehender Konsens, dass die Erstaufführung der Matthäus-Passion am Karfreitag des Jahres 1727 stattfand, also am 11. April 1727. Bereits Carl Friedrich Zelter hatte in einem Kommentar zur Wiederaufführung zum 100. Jubiläum der Passion durch Mendelssohn Bartholdy im Jahr 1829 die Frage aufgeworfen, „…ob diese Auffuehrung die allererste gewesen? besagt der alte Kirchentext des genannten Jahres nicht“. 1975 wies Joshua Rifkin nach, dass die Uraufführung 1727 war und am Karfreitag des Jahres 1729 die Passion schon zum zweiten Male auf dem Programm stand. Nochmals wurde die Matthäuspassion im Jahr 1736 und möglicherweise auch 1740 (oder 1742) in einer überarbeiteten Fassung gespielt.
Mit dem Datum 1727 ist auch das Verhältnis zu der verschollenen und u. a. 2010 von Alexander Ferdinand Grychtolik rekonstruierten Kantate Klagt, Kinder, klagt es aller Welt (BWV 244a), der sogenannten Köthener Trauermusik (für Fürst Leopold von Anhalt-Köthen), geklärt. Die fürstliche Trauermusik kam am 24. März 1729 zur Aufführung. Parodievorlage ist hier also die Matthäus-Passion, aus der Bach zwei Chöre und sieben Arien übernahm. Vor diesem Hintergrund lässt sich die verbreitete Vorstellung, Bach habe seine geistliche Musik nie ins Weltliche parodiert, nicht halten. Allerdings ist eine fürstliche Trauermusik auch nicht zwingend als profan einzuordnen; die Trauermusik mischt geistliche und weltliche Aspekte. Zudem werden pragmatische Gründe vermutet: Da der Text vorher genehmigt und die Musik einstudiert werden musste, hatte Bach keine Zeit für eine komplette Neukomposition.
Bach hatte sich 1723 bei seinem Amtsantritt vertraglich verpflichtet, die Kirchenmusik so zu gestalten, „daß sie nicht zulang währen, auch also beschaffen seyn möge, damit sie nicht opernhafftig herauskommen, sondern die Zuhörer vielmehr zur Andacht aufmuntere.“ Nachdem Bach 1724 seine Johannes-Passion zum ersten Mal und 1725 in überarbeiteter Fassung aufführte, dirigierte er 1726 die Markus-Passion von Friedrich Nicolaus Bruhns (1702), die er um Choräle ergänzte und für die Leipziger Praxis anpasste. Die Matthäus-Passion übertrifft Bachs Johannes-Passion um ein Drittel der Länge und durch die doppelchörige Anlage. Zu Bachs Lebzeiten wurde sie einige Male aufgeführt, jedoch ist keine einzige Reaktion vonseiten der Kirchengemeinde, der Stadt Leipzig oder von Musikliebhabern überliefert. Weder in der Lokalpresse noch bei Bach nahestehenden Personen findet sich ein Hinweis auf eine Aufführung oder die Bedeutung des Werkes. Anscheinend wurde das Werk von den Zeitgenossen weitgehend ignoriert.

### Werkfassungen
Die heute als gültig betrachtete und den meisten heutigen Aufführungen zugrunde liegende Werkfassung stammt von 1736. Sie liegt in einer Reinschrift aus der zweiten Hälfte der 1730er Jahre vor, die als Bachs schönstes und sorgfältigstes Autograph gilt und auf die große Bedeutung hinweist, die er selbst dem Werk beimaß. Die Symbolik der Verwendung roter Tinte für das reine Bibelwort und den Eingangschoral „O Lamm Gottes unschuldig“ ist für ihn einzigartig. Carl Philipp Emanuel Bach erbte nach dem Tod des Vaters diese und zahlreiche andere Handschriften, die anschließend in den Besitz des Privatgelehrten Georg Poelchau gelangten. Die Partitur gehört heute der Staatsbibliothek zu Berlin und zählt zu ihren kostbarsten Originalhandschriften. Als aufwendig und kostenintensiv gestaltete sich die Konservierung mittels des Papierspaltverfahrens.
Die Frühfassung der Matthäus-Passion BWV 244b aus dem Jahr 1729 folgt einer erst jüngst ausgewerteten Partiturabschrift von Johann Christoph Farlau etwa aus den Jahren 1755/1756, die sich heutzutage ebenfalls in der Staatsbibliothek zu Berlin befindet. Sie wurde erstmals im März 2000 durch den Thomanerchor und das Gewandhausorchester unter Thomaskantor Georg Christoph Biller im japanischen Sapporo wiederaufgeführt und ist seit März 2007 in einer Einspielung mit diesen Ensembles vorhanden. In der Frühfassung ist die Teilung der zwei Chöre – sie betrifft auch die Instrumente – noch nicht vollständig vollzogen, denn beide Chöre nutzen eine gemeinsame Continuopartie mit einer Orgel. Außerdem hat Johann Christoph Farlau die Begleitung der Evangelistenpartie noch in langen Noten ausgeschrieben – so wie Bach selbst auch noch bei der Partitur der späteren Fassung verfuhr, während er bei den Einzelstimmen kürzere Noten angab. In der Erstfassung ist der spätere Choral Nr. 23 „Ich will hier bei dir stehen“ ersetzt durch die Strophe „Es dient zu meinen Freuden“. Die gravierendste Änderung nahm Bach am Schluss des ersten Teils vor: Anstelle der großräumig angelegten Choralbearbeitung „O Mensch, bewein dein Sünde groß“ (Nr. 35), die ursprünglich die Johannes-Passion einleitete, erklang in der Erstfassung der Matthäus-Passion der schlichte Choral „Jesum lass ich nicht von mir“. In nahezu jedem Satz der Passion finden sich zudem Detailunterschiede in Notentext, Textunterlegung oder Besetzung. So wird die Eingangsarie des zweiten Teiles vom Bass gesungen, in Arioso und Arie „Ja freilich will in uns das Fleisch und Blut“/„Komm, süßes Kreuz“ wird anstelle einer Gambe eine Laute verlangt. Im Eröffnungschor ist fraglich, ob der von Bach eingefügte Cantus-firmus-Choral „O Lamm Gottes unschuldig“ 1729 überhaupt gesungen wurde, da er hier außerdem als instrumentales Zitat in den Holzbläsern erklingt. Außerdem übernehmen im Arioso „O Schmerz!“ Traversflöten die Partien der in der Spätfassung ausschließlich hier eingesetzten Blockflöten.

### Rezeption

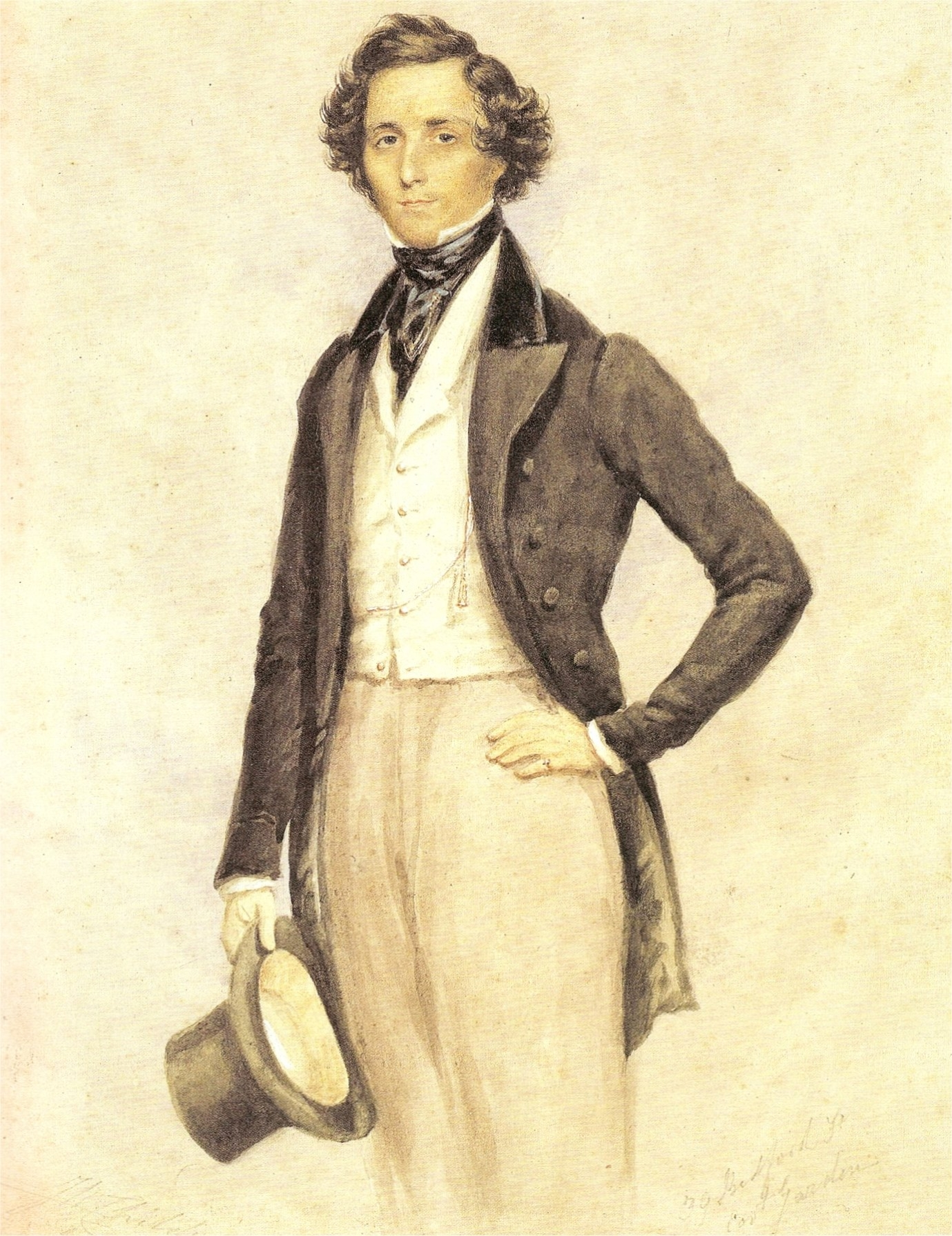
Felix Mendelssohn Bartholdy (1830), der als 20-Jähriger die Matthäus-Passion wiederaufführte

Einige Kantionalsätze der Matthäus-Passion erschienen in Choralsammlungen, die Carl Philipp Emanuel Bach herausgab. Er selbst übernahm neben wenigen Sätzen aus anderen Werken seines Vaters drei Choräle und sieben Chorsätze aus der Matthäus-Passion für sein Passions-Pasticcio, das zwischen 1769 und 1787 mehrfach in Hamburg aufgeführt wurde.
Ab 1829 kam es zu einer Bach-Renaissance mit der erstmaligen Wiederaufführung der Matthäus-Passion nach Bachs Tod in einer etwa auf die Hälfte gekürzten Version, dirigiert von Felix Mendelssohn Bartholdy mit der Sing-Akademie zu Berlin, die etwa 150 Sänger umfasste, und wenige Wochen danach durch Johann Nepomuk Schelble in Frankfurt am Main mit dem Cäcilien-Verein. Insbesondere Arien und Choräle wurden zugunsten der dramatischen Teile gestrichen, einige Sätze uminstrumentiert, im Gegensatz zu den Aufführungen von Zelter der Text aber nicht umgedichtet. Mendelssohn Bartholdy lag eine Abschrift der originalen Partitur Bachs vor. Er selbst begleitete die Rezitative auf einem Hammerflügel, da keine Orgel zur Verfügung stand. Eine erste Drucklegung des Werkes erfolgte 1830 durch den Verlag Schlesinger. Nach 1829 wurden Bachs Werke in Konzerten bis 1840 jährlich gespielt, danach unregelmäßig. Die weitere Rezeption im 19. Jh. verlief mühsam und keineswegs kontinuierlich. 1865 fand die Wiener Erstaufführung statt, wobei der Kammersänger Gustav Gunz den Evangelisten sang. Mendelssohn Bartholdys Engagement für die Musik Bachs rief einer breiten Öffentlichkeit dessen Bedeutung in Erinnerung und trug zur Gründung der Bach-Gesellschaft Leipzig im Jahr 1850 bei. Ende des 19. Jahrhunderts hatte sich die Matthäus-Passion als Bestandteil der kommerziellen Konzerte des städtischen Bürgertums fest etabliert, wobei ein sinfonisches Klangbild angestrebt wurde. Im ganzen 19. Jahrhundert waren Kolossalbesetzungen mit 300 bis 400 Musikern die Regel. Erst 1912 kam es zu einer Aufführung in der ungekürzten Fassung, die heute die Regel ist.
Im Jahr 1921 schlug Ferruccio Busoni eine szenische Aufführung der Matthäus-Passion vor, nachdem eine erste Inszenierung bereits von dem englischen Regisseur und Bühnenbilder Edward Gordon Craig im Jahr 1914 geplant war, aber wegen Ausbruch des Ersten Weltkriegs nicht umgesetzt werden konnte. Busoni zufolge seien die Arien für diesen Zweck weitgehend zu streichen, da sie „die Handlung ungebührlich aufhalten und […] unterbrechen“. Er entwarf ein Bühnenbild auf zwei Ebenen, vergleichbar der Piscator-Bühne, um mehrere Vorgänge gleichzeitig darstellen zu können, mit einer Kanzel im Zentrum und einer gotischen Kathedrale an beiden Seiten für den Chor. Im Jahr 1930 gab Max Eduard Liehburg ein Drehbuch für die Inszenierung der beiden großen Passionen Bachs heraus, das drei Ebenen vorsah. Keiner dieser Entwürfe wurde realisiert. John Neumeier führte die Matthäus-Passion 1981 in Hamburg als Ballett auf, dessen Choreografie als richtungsweisend gilt.
Im Jahr 1949 wurde die Matthäus-Passion zum ersten Mal verfilmt, und zwar von Ernst Marischka; eine zweite Verfilmung nahm Max Simonischek 2006 vor.
Niederschlag fand „Mache dich, mein Herze, rein“ auch in der populären Musik: Michel Magne komponierte 1962 nach dem Bachschen Vorbild für den Vadim-Film „Le repos du guerrier“ (dt. „Das Ruhekissen“) das später von der französischen Sängerin Frida Boccara weltweit bekannt gemachte Chanson „Cent Mille Chansons“.
Im 20. Jahrhundert entstanden zahlreiche höchst unterschiedliche Aufnahmen mit namhaften Dirigenten und Künstlern (u. a. in moderner Aufführung: Wilhelm Furtwängler, Karl Richter, Otto Klemperer, Rudolf Mauersberger, Peter Schreier, Helmuth Rilling, Georg Solti, Enoch zu Guttenberg, Karl-Friedrich Beringer und in Historischer Aufführungspraxis: Nikolaus Harnoncourt, Gustav Leonhardt, Ton Koopman, John Eliot Gardiner, Philippe Herreweghe, Masaaki Suzuki, Jos van Veldhoven). Sie zeigen das große Spektrum von Interpretationsmöglichkeiten auf, das von herkömmlichen Besetzungen bis hin zu Monumentalfassungen in romantischer Tradition oder zu kleinen Besetzungen als Ausdruck historischer Aufführungspraxis reicht. Versuche in den 1980er Jahren, bei der Passionsaufführung den liturgischen gottesdienstlichen Rahmen wiederherzustellen, blieben Einzelfälle.

## Aufbau

Titelblatt der Reinschrift Bachs (spätere Fassung von 1736)

Das monumentale dramatisch-epische Werk entfaltet seine beeindruckende stereophone Wirkung durch die doppelte Anlage von Chor und Orchester, bei der die Chöre vielfach miteinander einen Dialog führen. Gerahmt werden die beiden Teile des Werkes jeweils durch groß angelegte Eingangs- und Schlusschöre, von denen der überwältigende Eingangschor herausragt und ohne Parallele geblieben ist. Dazwischen gibt es vielfach kontemplative Arien von überschaubarer Länge, die das Leiden Jesu verinnerlichen. Zwischen Rezitativen, Chören und Arien sind die Choräle eingearbeitet, die auf die dramatischen Höhepunkte der Handlung Bezug nehmen. Eine zentrale Rolle spielt dabei der Choral O Haupt voll Blut und Wunden von Paul Gerhardt, der mit verschiedenen Strophen und Harmonisierungen insgesamt fünfmal erklingt und dem Werk Geschlossenheit verleiht.
Das Werk besteht aus einem etwas kürzeren ersten Teil, der von den Mordplänen des jüdischen Synhedrions, Jesu Salbung in Bethanien, dem letzten Passahmahl und der Gefangennahme in Gethsemane handelt, und einem umfangreicheren zweiten Teil, der von dem Verhör vor dem jüdischen Rat, der Verleugnung des Petrus, der Verurteilung durch Pilatus, Jesu Verspottung, sowie der Kreuzigung, dem Tod und Begräbnis berichtet. Zwischen beiden Teilen wurde zu Bachs Zeiten die Predigt von etwa einer Stunde Dauer gehalten.
Picander gliederte seine Dichtung durch Überschriften in 15 Szenen, während die traditionelle Einteilung der Passionsgeschichte von fünf Akten ausgeht: Garten, Priester, Pilatus, Kreuzigung und Grablegung. In Bachs Matthäus-Passion sind derartige Abschnitte zwar noch erkennbar, treten jedoch angesichts der Einheit der Gesamtanlage in den Hintergrund. Bach selbst überschrieb die Passion mit dem Titelblatt seiner Reinschrift (Großteil 1736) Passio Domini Nostri J. C. Secundum Evangelistam Matthaeum Poesia per Dominum Henrici alias Picander dictus Musica di G. S. Bach Prima Parte („Passion unseres Herrn Jesus Christus nach dem Evangelisten Matthäus, Dichtung von Henrici, Picander genannt, Musik von J. S. Bach, erster Teil“) und den zweiten Teil mit Passionis D. N. J. C. secundum Matthaeum a due Cori Parte Secunda („Passion unseres Herrn Jesus Christus nach Matthäus für zwei Chöre, zweiter Teil“).
Der fortlaufende Bibeltext aus dem Matthäusevangelium wird von Bach in 28 Abschnitte aufgeteilt, die durch die Choräle und freien Dichtungen unterbrochen werden, um auf diese Weise die Zeit aufzuheben und die Distanz zwischen dem einmaligen Passionsgeschehen und der Gegenwart der Zuhörer zu überwinden. In seiner Matthäus-Passion setzt Bach dieselben Formelemente ein wie in seiner Johannes-Passion und den Oratorien (Weihnachtsoratorium, Himmelfahrts-Oratorium und Oster-Oratorium). Durch die Länge und die vielen erzählenden Abschnitte liegt allerdings ein stärkerer Akzent auf dem Epischen.
Häufig verknüpfen Stichwortverbindungen den Bibeltext mit den Arien und den Chorälen, sodass nicht der Eindruck einer Abfolge von Einzelstücken wie bei der Nummernoper, sondern ein geschlossenes Ganzes mit einem sich entwickelnden Handlungsablauf entsteht. Zum anderen wird die Brücke zum Heute geschlagen. So beantwortet der Choral Nr. 16 die Frage der erschrockenen Jünger nach dem Verräter („Herr, bin ich’s?“) mit: „Ich bin’s, ich sollte büßen“ und bezieht sie auf den Hörer. In ähnlicher Weise wird der Aufforderung Jesu an die müden Jünger „bleibet hie und wachet mit mir!“ (Nr. 24) im folgenden Rezitativ entsprochen („wie gerne blieb ich hier!“) und in der Arie Nr. 26 dem Gläubigen die Antwort in den Mund gelegt: „Ich will bei meinem Jesu wachen“, während Chor II flankiert: „so schlafen unsre Sünden ein“. Den letzten Worten im Rezitativ Nr. 30, auch im Leiden dem Willen seines himmlischen Vaters zu gehorchen („so geschehe dein Wille“), folgt der Choral Nr. 31: „Was mein Gott will, das gscheh allzeit, sein Will, der ist der beste“, der die Gemeinde zu ebensolchem Vertrauen ermutigt. Die verhöhnende Frage „wer ists, der dich schlug?“ nimmt der Choral Nr. 44 auf: „Wer hat dich so geschlagen“. Als Pilatus angesichts der offensichtlichen Unschuld Jesu fragt: „Was hat er denn Übels getan?“, gibt das Accompagnato Nr. 57 die Antwort „Er hat uns alles wohlgetan […]“ und zählt einige gute Taten beispielhaft auf, um mit dem Ergebnis zu schließen: „Sonst hat mein Jesus nichts getan“. Auf die Misshandlungen Jesu durch die Soldaten („und schlugen damit sein Haupt“) folgt der Choral Nr. 63 „O Haupt voll Blut und Wunden“.

## Musikalische Formen
Die drei unterschiedlichen Textgattungen des Librettos finden jeweils in eigenen Kompositionsformen ihre äußere Gestalt: (1) Bibeltexte bilden die Textvorlage für die Rezitative und die Bibelwort-Chöre und stehen für die dramatischen Momente. Das Bibelwort hat die Funktion der Erzählung (narratio). (2) Freie Dichtungen begegnen in den Accompagnato-Rezitativen, in denen das Geschehene erklärt und theologisch gedeutet wird (explicatio), während in den Arien und freien Chören die Meditation und Aneignung (applicatio) erfolgt. (3) Kirchenliedtexte verwendet Bach in den Choralsätzen für den Chor, die der Gemeinde als zusammenfassende Bestätigung und vorformulierte Antwort dienen. Im Einzelnen finden sich in der Matthäus-Passion folgende musikalische Formen:

Rezitativ Nr. 24: Schlichtes Continuo beim Evangelisten (Takt 7–9), Streicherklang bei Jesus (Takt 4–6); Ausdeutung einzelner Wörter wie „trauern“

- Secco-Rezitativ: Das Rückgrat der Passion bilden die Rezitative, in denen der Evangelist den biblischen Text wortwörtlich erzählt. Nach alter kirchlicher Tradition wird er von einem Tenor gesungen. Bach vertont die berichtenden Bibeltexte mithilfe von Secco-Rezitativen, die also nur von der Continuo-Gruppe ohne weitere Instrumentalbegleitung getragen werden. In der Regel vertonen die Evangelisten-Rezitative den Text syllabisch; bei bedeutungsschweren Wörtern werden Melismen eingesetzt, die die Aussage veranschaulichen sollen, so beispielsweise das „gekreuziget“ in Nr. 2, „bauen“ in Nr. 39 und „weinete“ in Nr. 46. Verglichen mit der Johannes-Passion sind die Rezitative weniger lautmalerisch und es finden sich nur selten melismatische Ausgestaltungen.[44] Wörtliche Reden im Bibeltext werden bestimmten Solisten zugeordnet, den Soliloquenten, die als Dramatis personae auftreten.
- Arioso: Die Worte Jesu werden hingegen nicht als „secco“ komponiert, sondern feierlich durch einen vierstimmigen Streichersatz begleitet. Dadurch heben sie sich vom Evangelistenbericht und den Einzelpersonen ab, die nur unter schlichter Continuo-Begleitung auftreten. Sie haben die Wirkung eines Heiligenscheins und verkörpern die göttliche Präsenz.[45]
- Turba („Volk“, „Lärm“): Menschengruppen werden durch Turba-Chöre dargestellt, die Bach effektvoll als dramatische Höhepunkte einsetzt. Die Turbae unterbrechen 19-mal das Rezitativ, davon 13-mal achtstimmig gesetzt. Sie kommen zum Einsatz, wenn im biblischen Erzähltext Personengruppen redend auftreten, seien es die Jünger, die Soldaten, die Priester oder die Volksmasse. In der musikalischen Umsetzung reichen diese Volkschöre von der homophonen Nr. 71 („Der rufet dem Elias“ und „Halt! laß sehen“) und dem verminderten Septakkord im dramatischen Aufschrei „Barrabam!“ (in Nr. 54) bis zu virtuoser Polyphonie im motettischen Stil (Stile antico). Ein einziges Mal ist eine völlig einstimmige Chor- und Orchesterpassage zu hören, nämlich als Jesus bekenntnisartig mit den Worten zitiert wird: „Ich bin Gottes Sohn“ (Nr. 67). Einige Turbae wie die beiden Chöre „Laß ihn kreuzigen“ (Nr. 54 und 59) gehen mit ihren übermäßigen Intervallen, den Dissonanzen und expressiven Harmonien an die Grenze des damals musikalisch Zumutbaren.[46]
- Accompagnato-Rezitativ: Das instrumental begleitete Accompagnato-Rezitativ nimmt eine Mittelstellung zwischen Rezitativ und Arie ein, steht dem Arioso sehr nahe und wird auch als „Motiv-Accompagnato“ oder „motivgeprägtes Accompagnato“ bezeichnet.[47] Meist durchzieht eine stets wiederholte Figur wie ein Ostinato das Accompagnato. In der Matthäus-Passion dient es zehnmal zur Hinführung auf die folgende Arie und bereitet deren Affekt und Aussage vor. Nr. 77 hat eine andere Funktion und vereint alle vier Solisten vor dem Schlusschor wie in einem Opern-Finale. Bei diesen Accompagnatos werden keine Bibeltexte, sondern freie Dichtungen vertont. Die Stimmlage ist nicht festgelegt, aber immer dieselbe wie in der anschließenden Arie. Instrumentierung und musikalische Form sind äußerst vielfältig.[48] Auch kann in eine andere Tonart moduliert werden (Nr. 9, 25, 57, 60, 65, 77).
- Arie: Musikalisch und theologisch bilden die 15 Arien die Herzstücke der Passion. Ihnen liegen freie Dichtungen zugrunde. Der dramatische Handlungsablauf hält inne und zielt auf tröstliche Ermutigung und persönlichen Zuspruch. Oder der Zuhörer wird aufgefordert, den Anspruch des Geschehens zu verinnerlichen und im Handeln moralisch widerzuspiegeln. Zwei Arien sind für Tenor, drei für Sopran, vier für Bass und fünf für den Alt geschrieben; Nr. 33 ist ein Duett, Nr. 26, 33, 36 und 70 weisen Choreinschübe auf. Die vier Arien im ersten Teil ohne Choreinschub (Nr. 10, 12, 19, 29) sind reine Da-capo-Arien nach dem Schema A-B-A, während im zweiten Teil nur Nr. 61 zum Da capo auffordert und die anderen acht den A-Teil auf jeweils individuelle Weise modifizieren oder ganz durchkomponiert sind.[49]

Choral Nr. 55 mit einem dissonanten Septakkord als Auftakt, Chromatik im ersten Takt (Alt und Bass), Dominantseptnonakkorden auf „wunderbarlich“ und „Strafe“, häufigen Durchgangs- und Wechselnoten und gradliniger Bassführung

- Choräle: Ihnen liegen die Melodien der traditionellen Passionslieder aus dem Gesangbuch zugrunde, die Bach als vierstimmige Kantionalsätze (SATB) harmonisiert. Die 14 Choräle wurden damals wohl nicht von der Gemeinde mitgesungen, gehörten aber zum festen Repertoire der Passionslieder und machen die Relevanz des damaligen Geschehens für den heutigen Hörer deutlich.[50] Sie gehören nicht direkt zur fortlaufenden Handlung, sondern dienen der ganzen Gemeinde zur Darstellung der objektiven Heilsaussagen, während die Arien stärker auf das subjektive Erleben des einzelnen Hörers ausgerichtet sind. Ihre Stimmführung ist von großer Eleganz, während teils herbe Harmonien den inhaltsschweren Wörtern eine expressive Unmittelbarkeit verleihen.[51] Die vierstimmigen Kantionalsätze sind Colla parte instrumentiert und weisen die für Bach typischen Durchgangs- und Wechselnoten in besonders reichem Maß auf. Das Arioso Nr. 25 („O Schmerz!“) wird mit einem Choral („Was ist die Ursach“) kombiniert.
- Freie Chöre: In der Matthäus-Passion stehen sechs madrigalische, freie Choreinlagen für die allegorische Figur der „Tochter Zion“ (Chor I) und die Gemeinschaft der Gläubigen (Chor II). Im doppelchörigen Eingangschor treten diese beiden Gruppen miteinander in den Dialog. Nr. 33 „Sind Blitze, sind Donner“ kommt durch seine langen Septakkord-Ketten, die übermäßigen Sprünge, die verkürzten Dominantseptnonakkorde und das rasante Tempo einem Wutausbruch gleich.[52] Der erste Teil wird mit einer groß angelegten Choralbearbeitung „O Mensch, bewein dein Sünde groß“ (Nr. 35) im motettischen Stil beschlossen, in der die Choralmelodie durch den Sopran in ripieno unterstützt wird. Die ganze Passion endet mit dem rondoartigen Schlaflied „Wir setzen uns mit Tränen nieder“ (Nr. 78) im wiegenden 3/4-Takt. Zwei weitere freie Choreinschübe finden sich in den Arien Nr. 26 („Ich will bei meinem Jesu wachen“) und Nr. 70 („Sehet, Jesus hat die Hand“).

## Besetzung

Ende von Nr. 24 und Anfang von Nr. 25 in Bachs originaler Reinschrift mit Angabe der Besetzung

Das Stück wurde für mehrere Vokalsolisten, zwei Orchester und zwei vierstimmige Chöre geschrieben, jeweils mit den Gesangsstimmen (Sopran, Alt, Tenor und Bass). Im Eingangschor kommt eine weitere Sopranstimme hinzu. Als Instrumente sind an Holzbläsern 2 Traversflöten – in Nr. 25 stattdessen 2 Blockflöten – und 2 Oboen – in Nr. 25, 57/58, 69/70, 75 stattdessen Oboen da caccia und in Nr. 18/19, 35, 36, 46 stattdessen Oboen d’amore – vorgesehen. An Streichinstrumenten kommen 2 Violinstimmen, Bratsche, Viola da gamba (Nr. 40/41, 65/66, statt einer Laute in der Frühfassung) zum Einsatz, und für die Continuo-Gruppe Cello, Violone und Orgel als Basso continuo. Umstritten ist der Einsatz eines Fagotts für das Continuo. Blechblasinstrumente werden einer Passionsvertonung als nicht angemessen betrachtet und kommen in Bachs Passionen nicht zum Einsatz. Heute werden die beiden Ensembles oft nebeneinander als Doppelchor und -orchester aufgestellt; die Solisten können die Partien in beiden Ensembles übernehmen.
Unklar ist, inwieweit Bach in der ersten Fassung eine getrennte räumliche Aufstellung vorgesehen hatte, um die dialogischen Strukturen zu verdeutlichen. Erst 1736 nahm Bach eine vollständige Trennung beider Klangkörper vor. Eine Notiz des Thomasküsters J. C. Rost weist darauf hin, dass das Werk 1736 mit beyden orgeln aufgeführt wurde. Die kleine schwalbennestartige Ostempore bot bei dieser Aufführung nur dem Soprano ripieno Platz, sodass beide Chöre und das Doppel-Orchester auf der westlichen Hauptempore der Thomaskirche musizierten. Dass Bach 1740 die zweite Continuo-Orgel durch ein Cembalo ersetzte, wird in der Regel als Notbehelf gedeutet. In diesem Jahr wurde die zweite Orgel abgetragen. Es ist davon auszugehen, dass Bach bei derart großen Besetzungen neben den Chorsängern, die teils auch Instrumente zu spielen hatten, auf Studenten, Stadtmusiker, Familienmitglieder und Musikliebhaber zurückgriff. Die heutige Aufführungs- und Aufstellungspraxis kann sich von Dirigent zu Dirigent erheblich unterscheiden.
In der Reinschrift der Fassung von 1736 erscheint die Choralmelodie in den Sätzen 1 und 35 jeweils mit roter Tinte und untextiert. Das originale Stimmenmaterial verlangt zusätzlich einen textierten Soprano in ripieno. Für die Besetzung des Ripienochors gibt es eine moderne Aufführungstradition mit Knabenstimmen (als Gegensatz zu den Frauenstimmen in den zwei Chören), die aber in keiner Beziehung zu den ursprünglichen Intentionen Bachs steht, der ohnehin in der Kirche ausschließlich Knabensoprane (beziehungsweise falsettierende Männerstimmen sowohl für Sopran und Alt) einsetzte. In Bachs erster Fassung des Werks von 1727 wurde diese Stimme von den hohen Holzbläsern übernommen.
Die Matthäus-Passion sieht – außer den Solostimmen für die Rezitative und Arien (Sopran, Alt, Tenor, Bass, verteilt in zwei Chori) – die folgenden Rollen-Solopartien vor:
- Evangelist – Tenor
- Jesus – Bass
- Zwei Mägde (Nr. 45), Frau des Pilatus (Nr. 54) – Soprane
- Zwei Zeugen (Nr. 39) – Alt und Tenor
- Simon Petrus (Nr. 22, 46), Judas Ischariot (Nr. 11, 49), Hohepriester (Nr. 39, 42), zwei Priester (Nr. 50), Pilatus (Nr. 52, 54, 56, 59, 76) – Bässe

Häufig werden sechs eigentliche Solisten (4 Accompagnato-Arien-Solisten – unabhängig vom Chorus –, ein weiterer Tenor – Evangelist – und ein weiterer Bass – Jesus) eingesetzt und die restlichen Soli (die Partien der sogenannten Soliloquenten) von Chormitgliedern übernommen. Gelegentlich übernimmt der Evangelist auch die Tenorarien. Im originalen Stimmenmaterial von Bach wird jedoch genau zwischen den Chori (vokal und instrumental) unterschieden. Dabei übernehmen der Evangelist und Christus den Tenor bzw. den Bass des ersten Chorus. Auch die Arien sind bei Bach immer einem der beiden Ensembles (Chorus I oder II) zugeordnet. Bereits 1920 ging Arnold Schering davon aus, dass Bach in der Regel mit zwölf Sängern auskommen musste. Doch erst die Alte-Musik-Bewegung verfolgte diesen Ansatz. Spätestens seit Philippe Herreweghes erster Einspielung von 1985 ist solch eine reduzierte Chorgröße von 12 bis 20 Sängern die Regel. Entfacht wurde die Frage nach der Besetzung vor allem von Andrew Parrott, der im Anschluss an Rifkin die Auffassung vertrat, dass die Kantaten und großen Vokalwerke zu Bachs Zeit nicht mit einem Chor in heutigem Sinne, sondern in der Regel solistisch besetzt und nur selten durch Ripienisten verstärkt wurden. Andere Vertreter der historischen Aufführungspraxis wie Ton Koopman haben dieser These jedoch widersprochen und setzen nach wie vor einen kleinen Chor ein.

## Textquellen

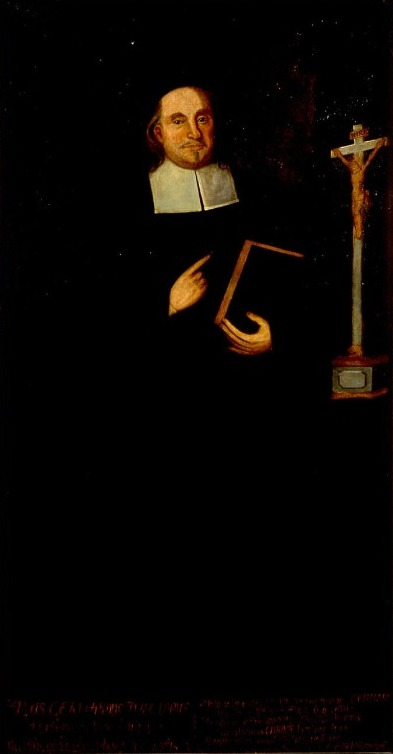
Paul Gerhardt schuf über die Hälfte der Choraltexte

Der Text basiert auf dem 26. und 27. Kapitel des Matthäus-Evangeliums in der Übersetzung Martin Luthers sowie auf den Dichtungen von Christian Friedrich Henrici (genannt Picander) in den madrigalischen Stücken (Arien, Ariosi und freien Chören), dazu kommen die Passionschoräle. Nr. 36 liegt ein Zitat aus (Hld 6,1 ) zugrunde. In der Forschung besteht Konsens, dass Bach auf die Textgestalt Einfluss genommen hat. Er selbst hat wohl Choräle ausgewählt, da diese in Picanders Gedichtsammlung Ernst-Schertzhaffte und Satyrische Gedichte (Bd. 2, Leipzig 1729) fehlen. Picander wiederum hat etwa bei der Hälfte seiner Gedichte auf Passionspredigten von Heinrich Müller zurückgegriffen, den Bach anscheinend sehr schätzte und von dem fünf Bände in seiner Bibliothek vertreten waren.
Die Choräle stammen aus dem 16. und 17. Jahrhundert. Acht der insgesamt 15 Liedstrophen stammen von Paul Gerhardt.
- „O Lamm Gottes unschuldig“, Nikolaus Decius (1531), Strophe 1 für Nr. 1 (cantus firmus)
- „Herzliebster Jesu“, Johann Heermann (1630), Strophe 1 für Nr. 3, Strophe 3 für Nr. 25 (Chor II im Tenor-Rezitativ), Strophe 4 für Nr. 55
- „O Welt, sieh hier dein Leben“, Paul Gerhardt (1647), Strophe 5 für Nr. 16, Strophe 3 für Nr. 44
- „O Haupt voll Blut und Wunden“, Paul Gerhardt (1656), Strophe 5 für Nr. 21, Strophe 6 für Nr. 23, Strophe 1 und 2 für Nr. 63, Strophe 9 für Nr. 72
- „Was mein Gott will, das g’scheh allzeit“, Markgraf Albrecht von Brandenburg (1547), Strophe 1 für Nr. 31
- „O Mensch, bewein dein Sünde groß“, Sebald Heyden (1525), Strophe 1 für Nr. 35
- „In dich hab ich gehoffet, Herr“, Adam Reusner (1533), Strophe 5 für Nr. 38
- „Werde munter, mein Gemüte“, Johann Rist (1642), Strophe 6 für Nr. 48
- „Befiehl du deine Wege“, Paul Gerhardt 1653, Strophe 1 für Nr. 53

## Symbolik und Deutung

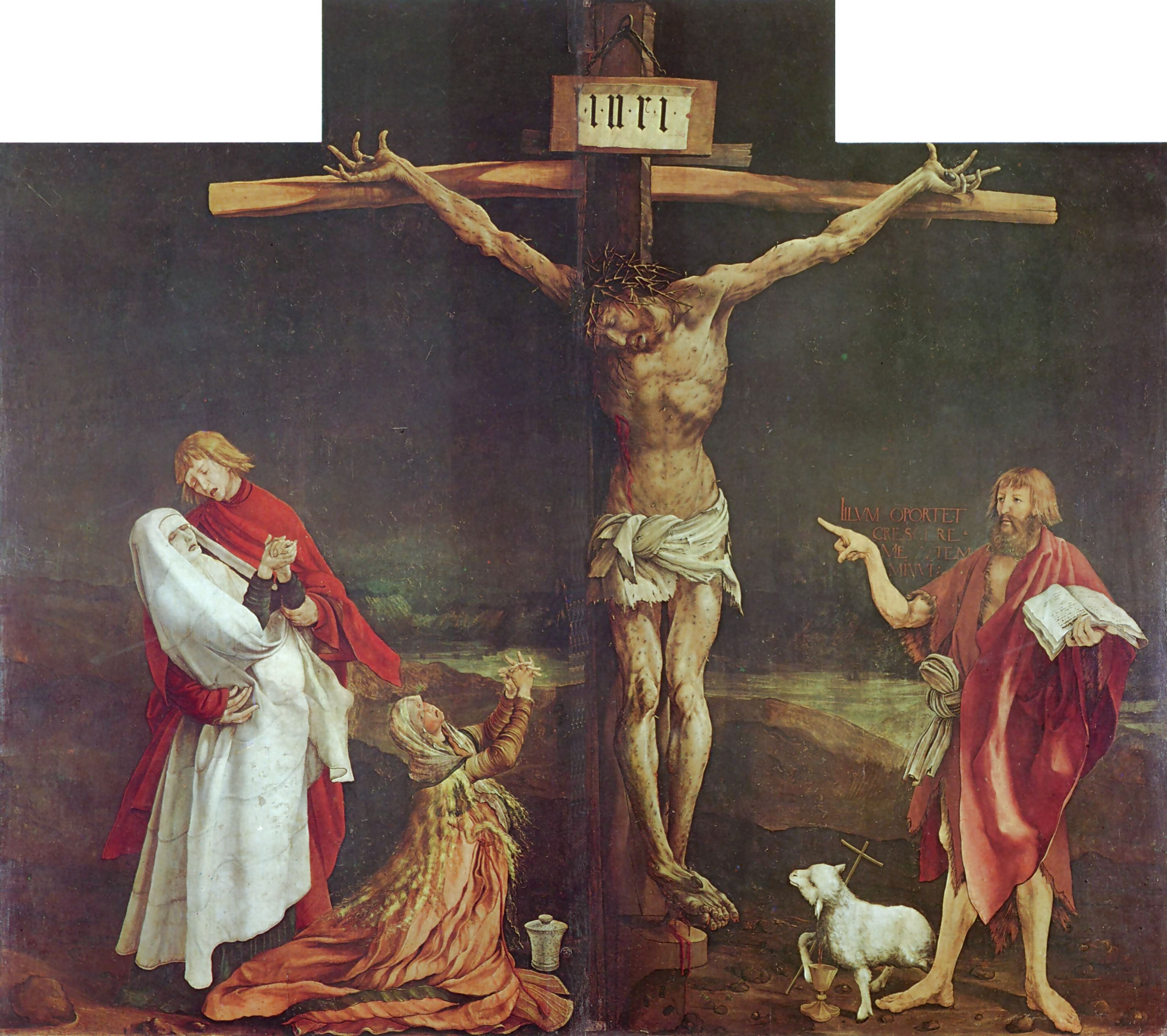
Kreuzestafel des Isenheimer Altars (1516) mit dem Lamm Gottes als Symbol für Christus

In der Matthäus-Passion arbeitet Bach vielfach mit musikalischen Symbolen, die im allgemeinen Bewusstsein seiner Zeitgenossen verankert waren. Er setzt Musik und Text im Sinne der musikalischen Rhetorik in Beziehung. Basierend auf der im Barock allgemein verbreiteten Affektenlehre wird der grundlegende Charakter eines Stücks durch die musikalische Form, Tempo, Dynamik, Tonartencharakteristik, rhythmische Gestaltung und Besetzung bestimmt, während die Bedeutung einzelner Wörter durch rhetorische Stilfiguren musikalisch zum Ausdruck gebracht wird. So werden in der Arie Nr. 10 auf die Worte „Buß und Reu“ (Takt 13 f., 15 f., 30 und 31) der Saltus duriusculus und der Passus duriusculus eingesetzt, um durch die überraschend dissonanten, übermäßigen Intervallsprünge die seelische Zerknirschung hörbar werden zu lassen. Bei den Worten „äußert und kam auf Erden“ in Nr. 35 lässt Bach die Melodie über den Tonraum einer Dezime in Sekundschritten absteigen, während der Generalbass 15 Tonschritte hinabsteigt, um nicht nur den Abstieg Christi aus der himmlischen Welt, sondern damit auch seine Erniedrigung und Demütigung zu veranschaulichen. Die kreisende Melodiebewegung der Circulatio auf den Wörtern „gefangen“ in Nr. 33 illustriert die Unbeweglichkeit Jesu bei seiner Gefangennahme, unterstrichen durch die Ketten von übergebundenen Notenfolgen. Der gegensätzliche rhythmische Charakter in der Arie „Geduld“ (Nr. 41) prägt die beiden kontrastierenden Figuren der Hypotyposis. Das Wort „Geduld“ verdeutlicht Bach hierbei mit einer ruhigen Achtelbegleitung sowie einer übergebundenen und durch Vorhalte verzögerten Melodiestimme; die Begleitung des Texts „falschen Zungen“ versieht er hingegen mit ungestümen Punktierungen. Bei den Rezitativen werden die Worte Jesu stets im Arioso von gehaltenen Streicherakkorden begleitet, die das Göttliche symbolisieren. Die handelnden Menschen hingegen werden lediglich durch den Generalbass gestützt. Erst als Jesus am Kreuz die letzten Worte spricht und seine Gottverlassenheit beklagt, verstummen die Streichinstrumente (Nr. 71).
Bach erweist sich als Ausleger der Bibel, dessen Komposition eine reflektierte theologische Deutung widerspiegelt und als „klingende Predigt“ (praedicatio sonora) angelegt ist. Die heute überladen wirkende, bilderreiche Ausdrucksweise der Arien geht möglicherweise auf Einflüsse des Pietismus zurück. Andererseits weist sie frömmigkeitsphänomenologische Ähnlichkeiten mit der ausgehenden lutherischen Orthodoxie auf, die sprachstilistisch nicht leicht vom Pietismus abzugrenzen ist. Bachs umfangreiche theologische Bibliothek umfasste 52 Bände, die neben Bibeln und den Werken Luthers umfangreiche Liedsammlungen und theologische Erbauungsliteratur der lutherischen Orthodoxie und des Pietismus enthielt.
Während Chor I die „Töchter Zions“ symbolisieren kann, steht Chor II für die Gläubigen, wie Picander selbst in seiner Textausgabe notiert. Den beiden Chören kommen in den sechs madrigalischen Stücken voneinander abgegrenzte Rollen zu. Chor I steht dem Passionsbericht nahe und erklärt diesen, während Chor II auf die Gegenwart des Zuhörers gerichtet ist und Fragen stellt. Von besonderer Eindrücklichkeit ist der Eingangschor, der die gesamte Botschaft theologisch und musikalisch bündelt und Klage, Trauer und Schuldbekenntnis zum Ausdruck bringt, aber auch die Aufforderung, Gottes Liebe und Geduld eingehend zu betrachten. Die pochenden Bässe, die Tonart e-Moll und der Tombeau-Rhythmus im 12/8-Takt unterstreichen den Ernst. Die dichte Polyphonie und die doppelchörige Anlage werden noch durch einen zusätzlichen Sopran („in ripieno“) gesteigert, der durch das bekrönende „O Lamm Gottes unschuldig“ die heilvolle Botschaft des Leidens Christi in Erinnerung ruft, der durch seinen stellvertretenden Tod die Schuld des Menschen getragen hat. Die „Töchter Zions/Jerusalems“ sind aus dem Hohelied Salomos bekannt und spielen in der christlichen Brautmystik eine große Rolle. Sie personifizieren Zuspruch und Anspruch des Passionsgeschehens und erscheinen zu Beginn des zweiten Teils (Nr. 36) mit einem wörtlichen Zitat aus (Hld 6,1 ). Aufs Ganze gesehen handelt es sich um personifizierte Einzelzüge, die im Dienst der Dramatisierung stehen, denen aber vor allem eine reflektierende Funktion zukommt.
Im Rückgriff auf alte theologische Deutungstraditionen der Passionsgeschichte Jesu werden nicht die Juden oder einzelne Personen als Verursacher des Leidens ausgemacht. „Es gibt weder eindeutig gute noch eindeutig schlechte Protagonisten, vielmehr sind alle Menschen gleichermassen Sünder. Die Jünger, Judas, Petrus sind nur Symbolgestalten für allgemeinmenschliches Verhalten“ (Zitat nach Bartelmus). So wird der Zuhörer schon im Eingangschor nicht nur aufgefordert, das Leiden Jesu zu betrachten, sondern sich auch der eigenen Sünde bewusst zu werden: „Sehet den Bräutigam. […] Seht auf unsre Schuld.“ Auf die Aufforderung Jesu zur Wachsamkeit wird im Accompagnato Nr. 25 das Gewissen des Hörers angesprochen: „Ach! meine Sünden haben dich geschlagen; ich, ach Herr Jesu, habe dies verschuldet, was du erduldet.“ Die Verleugnung und Reue des Petrus kommentiert die Arie Nr. 47: „Erbarme dich, mein Gott, um meiner Zähren willen.“ Die Aussage vom Tod Jesu („und verschied“) nimmt der Choral Nr. 72 („Wenn ich einmal soll scheiden, so scheide nicht von mir“) zum Anlass, für die eigene Todesstunde Gott um seinen Beistand zu bitten. Wie bereits in der Johannes-Passion geschieht die betrachtende Aktualisierung des historischen Berichts nicht mittels mystischer Verschmelzung der Zeithorizonte oder einer emotionalen Erschütterung des Hörers, sondern durch ein andächtiges Betrachten und Bedenken des biblischen Wortes.

In Nr. 54 baut sich der Turba-Chor mit den Worten „Laß ihn kreuzigen!“ von unten nach oben auf.

Die Arie Nr. 41 „Geduld“ (Takt 9 und 10) lässt zwei gegensätzliche Affekte kontrastieren.

Die tiefste Erklärung des Leidens bietet die betrachtende Arie Nr. 58 „Aus Liebe“, die in der symmetrischen Konzeption der Frühfassung die Stelle im Zentrum einnimmt. Die innige Verbindung zwischen dem Heiland und dem frommen Ich des Hörers findet ihre Begründung in dem freiwilligen Opfertod Jesu aus Liebe. Durch die zarte Besetzung mit Traversflöte und zwei Oboen da caccia ohne Continuo („Bassettchen“) und die Tonart a-Moll, die kein Vorzeichen aufweist, wird der reine, engelgleiche Charakter der Arie unterstrichen und die himmlische Liebe und Unschuld Jesu symbolisiert. Der Kontrast zum folgenden Chor „Laß ihn kreuzigen“ (Nr. 59), der gegenüber dem ansonsten identischen Chor Nr. 54 noch um einen Ganzton erhöht ist, kann größer nicht sein. Wie die unbändige Wut der Volksmasse sich steigert, wird dargestellt durch die Zunahme von Kreuzen als Vorzeichen, bis hin zu Cis-Dur, das sieben Kreuze aufweist. In strenger Polyphonie einer Fugenexposition fordern die Einzelstimmen, die vom Bass bis zum Sopran nacheinander aufsteigen, „gleichsam gesetzmäßig formuliert, in erbarmungsloser Härte die Höchststrafe“ (Zitat nach Platen). Unterstrichen wird der Affekt durch die Kreuzmotivik in der Melodieführung, die Synkopenbildungen und die verminderten Quart- und Quintsprünge (der Tritonus steht für den diabolus in musica).
Die ungleichstufige wohltemperierte Stimmung im Barock führte zu unterschiedlich rein klingenden Tonarten, woraus eine Tonartencharakteristik entwickelt wurde, die die verschiedenen Tonarten den unterschiedlichen Affekten zuordnete. So ist nach Bachs Zeitgenossen Johann Mattheson e-Moll tieffdenckend / betrübt und traurig […] doch so / daß man sich noch dabey zu trösten hoffet (vgl. den Eingangschor „Kommt, ihr Töchter, helft mir klagen“ und Nr. 33 „So ist mein Jesus nun gefangen“), G-Dur ist so wol zu serieusen als munteren Dingen gar geschickt (vgl. Nr. 19 „Ich will dir meine Herze schenken“), h-Moll ist bizarre, unlustig und melancholisch (vgl. Nr. 30 „Ach! nun ist mein Jesus hin!“ und Nr. 47 „Erbarme dich“), c-Moll ist ein überaus lieblicher dabey auch trister Tohn (vgl. den Schlusschor „Wir setzen uns mit Tränen nieder“).
Es gibt zahlreiche Untersuchungen, die insbesondere ausgeprägte zahlenmystische Elemente in der Matthäus-Passion zu erkennen glauben, jedoch dürfte zumindest ein Teil von ihnen auf Zufällen beruhen. So lassen sich in der Erdbebenszene (Nr. 73) die 190 eruptiven Zweiunddreißigstel im Continuo in drei Gruppen von 18, 68 und 104 Noten aufteilen, was den Nummern der drei Psalmen entspricht, in denen von Erdbeben die Rede ist: (Ps 18,8 ), (Ps 68,9 ) und (Ps 104,32 ). Die insgesamt 365 Worte Jesu werden als Anspielung auf den Abschluss des Matthäusevangeliums gedeutet, wo Jesus seinen Jüngern verspricht „alle Tage“ bei ihnen zu sein (Mt 28,20 ). In den 14 Chorälen und 28 (2 × 14) freien Dichtungen von Picander entdeckt man eine Anspielung auf den Namen Bach, dessen Buchstabenwert in der Summe 14 ergibt (A = 1, B = 2, C = 3, H = 8). Auch habe sich Bach durch die 14 Bassnoten im Bekenntnis des Hauptmanns (Nr. 73 „Wahrlich, dieser ist Gottes Sohn gewesen“) selbst unter das Kreuz stellen und mit einstimmen wollen.
Ein weiteres Beispiel ist der Chor Nr. 15: Im dazugehörenden, vorangehenden Rezitativ spricht Jesus: „Wahrlich, ich sage euch: Einer unter euch wird mich verraten.“ Im folgenden aufgeregten Chor antworten die Jünger in einem wilden Durcheinander elf Mal mit der Frage: „Herr, bin ich’s, bin ich’s?“ Dass diese Frage elf Mal wiederholt wird – und nicht zwölf Mal, wie es der Anzahl der anwesenden Apostel entspräche –, kann so verstanden werden, dass Judas, im vollen Bewusstsein seiner Schuld, zunächst nicht wagt, seinem Herrn diese Frage zu stellen. Erst im folgenden Rezitativ fragt Judas als zwölfter Jünger: „Bin ich’s, Rabbi?“

## Werkübersicht
Die Nummern im Artikel folgen dem Bach-Werke-Verzeichnis. Zum Vergleich werden die entsprechenden Nummern aus der Neuen Bach-Ausgabe in der zweiten Spalte angeführt. In der letzten Spalte gibt das Incipit den Anfang des Gesangtextes an.
| Farblegende | Farblegende | Farblegende  | Farblegende | Farblegende | Farblegende |
| ----------- | ----------- | ------------ | ----------- | ----------- | ----------- |
| Rezitativ   | Turba       | Accompagnato | Arie        | Choral      | Freier Chor |

Die verschiedenen musikalischen Formen werden entsprechend der Farblegende hervorgehoben. Bei Kombinationsformen (beispielsweise Arie + Choral oder freier Chor) erscheint die zweite entsprechende Farbe in derselben Zeile.
| Erster Teil  | Erster Teil | Erster Teil                                                             | Erster Teil                                                             | Erster Teil      | Erster Teil      | Erster Teil                                                     | Erster Teil                                              | Erster Teil                     | Erster Teil |
| BWV          | NBA         | Form                                                                    | Form                                                                    | Tonart           | Takt             | Textbeginn                                                      | Instrumentation                                          | Textquelle                      | Incipit     |
| ------------ | ----------- | ----------------------------------------------------------------------- | ----------------------------------------------------------------------- | ---------------- | ---------------- | --------------------------------------------------------------- | -------------------------------------------------------- | ------------------------------- | ----------- |
| 1            | 1           | Chor I & II (SATBSATB)                                                  | + Choralmelodie (Sopran)                                                | e-Moll           | 12/8             | Kommt, ihr Töchter, helft mir klagen + O Lamm Gottes unschuldig | 2 Traversflöten, 2 Oboen, Streicher, Continuo            | Picander, Nicolaus Decius, 1531 |             |
| 2            | 2           | Rezitativ (Evangelist/Tenor, Jesus/Bass)                                | Rezitativ (Evangelist/Tenor, Jesus/Bass)                                | G-Dur→h-Moll     | G-Dur→h-Moll     | Da Jesus diese Rede vollendet hatte                             | Continuo                                                 | Mt 26,1–2                       |             |
| 3            | 3           | Choral (SATB)                                                           | Choral (SATB)                                                           | h-Moll           | C (4/4)          | Herzliebster Jesu                                               | 2 Traversflöten, 2 Oboen, Streicher, Continuo            | Johann Heermann, 1630           |             |
| 4            | 4a          | Rezitativ (Evangelist/Tenor)                                            | Rezitativ (Evangelist/Tenor)                                            | A-Dur→C-Dur      | A-Dur→C-Dur      | Da versammleten sich die Hohenpriester                          | Continuo                                                 | Mt 26,3–4                       |             |
| 5            | 4b          | Chor I & II (SATBSATB)                                                  | Chor I & II (SATBSATB)                                                  | C-Dur            | C (4/4)          | Ja nicht auf das Fest                                           | 2 Traversflöten, 2 Oboen, Streicher, Continuo            | Mt 26,5                         |             |
| 6            | 4c          | Rezitativ (Evangelist/Tenor)                                            | Rezitativ (Evangelist/Tenor)                                            | C-Dur→E-Dur      | C-Dur→E-Dur      | Da nun Jesus war zu Bethanien                                   | Continuo                                                 | Mt 26,6–8a                      |             |
| 7            | 4d          | Chor I (SATB)                                                           | Chor I (SATB)                                                           | a-Moll→d-Moll    | C (4/4)          | Wozu dienet dieser Unrat                                        | 2 Traversflöten, 2 Oboen, Streicher, Continuo            | Mt 26,8b–9                      |             |
| 8            | 4e          | Rezitativ (Evangelist/Tenor, Jesus/Bass)                                | Rezitativ (Evangelist/Tenor, Jesus/Bass)                                | B-Dur→e-Moll     | B-Dur→e-Moll     | Da das Jesus merkete                                            | Streicher, Continuo                                      | Mt 26,10–13                     |             |
| 9            | 5           | Accompagnato-Rezitativ (Alt)                                            | Accompagnato-Rezitativ (Alt)                                            | h-Moll→fis-Moll  | C (4/4)          | Du lieber Heiland du                                            | 2 Traversflöten, Continuo                                | Picander                        |             |
| 10           | 6           | Arie (Alt)                                                              | Arie (Alt)                                                              | fis-Moll         | 3/8              | Buß und Reu                                                     | 2 Traversflöten, Continuo                                | Picander                        |             |
| 11           | 7           | Rezitativ (Evangelist/Tenor, Judas/Bass)                                | Rezitativ (Evangelist/Tenor, Judas/Bass)                                | E-Dur→D-Dur      | E-Dur→D-Dur      | Da ging hin der Zwölfen einer                                   | Continuo                                                 | Mt 26,14–16                     |             |
| 12           | 8           | Arie (Sopran)                                                           | Arie (Sopran)                                                           | h-Moll           | C (4/4)          | Blute nur, du liebes Herz!                                      | 2 Traversflöten, Streicher, Continuo                     | Picander                        |             |
| 13           | 9a          | Rezitativ (Evangelist/Tenor)                                            | Rezitativ (Evangelist/Tenor)                                            | G-Dur→D-Dur      | G-Dur→D-Dur      | Aber am ersten Tage der süßen Brot                              | Continuo                                                 | Mt 26,17a                       |             |
| 14           | 9b          | Chor I (SATB)                                                           | Chor I (SATB)                                                           | G-Dur            | 3/4              | Wo willst du, dass wir dir bereiten                             | 2 Traversflöten, 2 Oboen, Streicher, Continuo            | Mt 26,17b                       |             |
| 15           | 9c          | Rezitativ (Evangelist/Tenor, Jesus/Bass)                                | Rezitativ (Evangelist/Tenor, Jesus/Bass)                                | G-Dur→C-Dur      | G-Dur→C-Dur      | Er sprach: Gehet hin in die Stadt                               | Streicher, Continuo                                      | Mt 26,18–21                     |             |
|              | 9d          | Rezitativ (Evangelist/Tenor)                                            | Rezitativ (Evangelist/Tenor)                                            | b-Moll→f-Moll    | b-Moll→f-Moll    | Und sie wurden sehr betrübt                                     | Continuo                                                 | Mt 26,22a                       |             |
|              | 9e          | Chor I (SATB)                                                           | Chor I (SATB)                                                           | f-Moll→C-Dur     | C (4/4)          | Herr, bin ich’s?                                                | 2 Traversflöten, 2 Oboen, Streicher, Continuo            | Mt 26,22b                       |             |
| 16           | 10          | Choral (SATB)                                                           | Choral (SATB)                                                           | As-Dur           | C (4/4)          | Ich bin’s, ich sollte büßen                                     | 2 Oboen, Streicher, Continuo                             | Paul Gerhardt, 1647             |             |
| 17           | 11          | Rezitativ (Evangelist/Tenor, Jesus/Bass, Judas/Bass)                    | Rezitativ (Evangelist/Tenor, Jesus/Bass, Judas/Bass)                    | f-Moll→G-Dur     | C (4/4)-6/4      | Er antwortete und sprach                                        | Streicher, Continuo                                      | Mt 26,23–29                     |             |
| 18           | 12          | Accompagnato-Rezitativ (Sopran)                                         | Accompagnato-Rezitativ (Sopran)                                         | e-Moll→C-Dur     | C (4/4)          | Wiewohl mein Herz in Tränen schwimmt                            | 2 Oboen d’amore, Continuo                                | Picander                        |             |
| 19           | 13          | Arie (Sopran)                                                           | Arie (Sopran)                                                           | G-Dur            | 6/8              | Ich will dir mein Herze schenken                                | 2 Oboen d’amore, Continuo                                | Picander                        |             |
| 20           | 14          | Rezitativ (Evangelist/Tenor, Jesus/Bass)                                | Rezitativ (Evangelist/Tenor, Jesus/Bass)                                | h-Moll→E-Dur     | h-Moll→E-Dur     | Und da sie den Lobgesang gesprochen hatten                      | Streicher, Continuo                                      | Mt 26,30–32                     |             |
| 21           | 15          | Choral (SATB)                                                           | Choral (SATB)                                                           | E-Dur            | C (4/4)          | Erkenne mich, mein Hüter                                        | 2 Traversflöten, 2 Oboen, Streicher, Continuo            | Paul Gerhardt, 1656             |             |
| 22           | 16          | Rezitativ (Evangelist/Tenor, Petrus/Bass, Jesus/Bass)                   | Rezitativ (Evangelist/Tenor, Petrus/Bass, Jesus/Bass)                   | A-Dur→g-Moll     | A-Dur→g-Moll     | Petrus aber antwortete                                          | Streicher, Continuo                                      | Mt 26,33–35                     |             |
| 23           | 17          | Choral (SATB)                                                           | Choral (SATB)                                                           | Es-Dur           | C (4/4)          | Ich will hier bei dir stehen                                    | 2 Oboen, Streicher, Continuo                             | Paul Gerhardt, 1656             |             |
| 24           | 18          | Rezitativ (Evangelist/Tenor, Jesus/Bass)                                | Rezitativ (Evangelist/Tenor, Jesus/Bass)                                | F-Dur→As-Dur     | F-Dur→As-Dur     | Da kam Jesus mit ihnen zu einem Hofe                            | Streicher, Continuo                                      | Mt 26,36–38                     |             |
| 25           | 19          | Accompagnato-Rezitativ (Tenor)                                          | + Choral (SATB)                                                         | f-Moll→G-Dur     | C (4/4)          | Hier zittert das gequälte Herz                                  | 2 Blockflöten, 2 Oboen da caccia, Streicher, Continuo    | Johann Heermann, 1630           |             |
| 26           | 20          | Arie (Tenor)                                                            | + Chor II                                                               | c-Moll           | C (4/4)          | Ich will bei meinem Jesu wachen                                 | 2 Traversflöten, Oboe, Streicher, Continuo               | Picander                        |             |
| 27           | 21          | Rezitativ (Evangelist/Tenor, Jesus/Bass)                                | Rezitativ (Evangelist/Tenor, Jesus/Bass)                                | B-Dur→g-Moll     | B-Dur→g-Moll     | Und ging hin ein wenig                                          | Streicher, Continuo                                      | Mt 26,39                        |             |
| 28           | 22          | Accompagnato-Rezitativ (Bass)                                           | Accompagnato-Rezitativ (Bass)                                           | d-Moll→B-Dur     | C (4/4)          | Der Heiland fällt vor seinem Vater nieder                       | Streicher, Continuo                                      | Picander                        |             |
| 29           | 23          | Arie (Bass)                                                             | Arie (Bass)                                                             | g-Moll           | 3/8              | Gerne will ich mich bequemen                                    | 2 Violinen, Continuo                                     | Picander                        |             |
| 30           | 24          | Rezitativ (Evangelist/Tenor, Jesus/Bass)                                | Rezitativ (Evangelist/Tenor, Jesus/Bass)                                | F-Dur→h-Moll     | F-Dur→h-Moll     | Und er kam zu seinen Jüngern                                    | Streicher, Continuo                                      | Mt 26,40–42                     |             |
| 31           | 25          | Choral (SATB)                                                           | Choral (SATB)                                                           | h-Moll           | C (4/4)          | Was mein Gott will, das g’scheh allzeit                         | 2 Traversflöten, 2 Oboen, Streicher, Continuo            | Albrecht von Preußen, um 1554   |             |
| 32           | 26          | Rezitativ (Evangelist/Tenor, Jesus/Bass, Judas/Bass)                    | Rezitativ (Evangelist/Tenor, Jesus/Bass, Judas/Bass)                    | D-Dur→G-Dur      | D-Dur→G-Dur      | Und er kam und fand sie aber schlafend                          | Streicher, Continuo                                      | Mt 26,43–50                     |             |
| 33           | 27a         | Arie (Sopran, Alt)                                                      | + Chor II (SATB)                                                        | e-Moll           | C (4/4)          | So ist mein Jesus nun gefangen                                  | 2 Traversflöten, 2 Oboen, Streicher, Continuo            | Picander                        |             |
|              | 27b         | Chor I & II (SATBSATB)                                                  | Chor I & II (SATBSATB)                                                  | e-Moll           | 3/8              | Sind Blitze, sind Donner in Wolken verschwunden?                | 2 Traversflöten, 2 Oboen, Streicher, Continuo            | Picander                        |             |
| 34           | 28          | Rezitativ (Evangelist/Tenor, Jesus/Bass)                                | Rezitativ (Evangelist/Tenor, Jesus/Bass)                                | Fis-Dur→cis-Moll | Fis-Dur→cis-Moll | Und siehe, einer aus denen                                      | Streicher, Continuo                                      | Mt 26,51–56                     |             |
| 35           | 29          | Choral (SATB)                                                           | Choral (SATB)                                                           | E-Dur            | C (4/4)          | O Mensch, bewein dein Sünde groß                                | 2 Traversflöten, 2 Oboen d’amore, Streicher, Continuo    | Sebald Heyden, um 1530          |             |
| Zweiter Teil |             |                                                                         |                                                                         |                  |                  |                                                                 |                                                          |                                 |             |
| BWV          | NBA         | Form                                                                    | Form                                                                    | Tonart           | Takt             | Textbeginn                                                      | Instrumentation                                          | Textquelle                      | Incipit     |
| 36           | 30          | Arie (Alt)                                                              | + Chor II (SATB)                                                        | h-Moll           | 3/8              | Ach! nun ist mein Jesus hin!                                    | Traversflöte, Oboe d’amore, Streicher, Continuo          | Picander                        |             |
| 37           | 31          | Rezitativ (Evangelist/Tenor)                                            | Rezitativ (Evangelist/Tenor)                                            | H-Dur→d-Moll     | H-Dur→d-Moll     | Die aber Jesum gegriffen hatten                                 | Continuo                                                 | Mt 26,57–60a                    |             |
| 38           | 32          | Choral (SATB)                                                           | Choral (SATB)                                                           | B-Dur            | C (4/4)          | Mir hat die Welt trüglich gericht’                              | 2 Traversflöten, 2 Oboen, Streicher, Continuo            | Adam Reusner, 1533              |             |
| 39           | 33          | Rezitativ (Evangelist/Tenor, 2 Zeugen/Alt und Tenor, Hohepriester/Bass) | Rezitativ (Evangelist/Tenor, 2 Zeugen/Alt und Tenor, Hohepriester/Bass) | g-Moll           | g-Moll           | Und wiewohl viel falsche Zeugen herzutraten                     | Continuo                                                 | Mt 26,60b–63a                   |             |
| 40           | 34          | Accompagnato-Rezitativ (Tenor)                                          | Accompagnato-Rezitativ (Tenor)                                          | A-Dur→a-Moll     | C (4/4)          | Mein Jesus schweigt                                             | 2 Oboen, Viola da gamba, Continuo                        | Picander                        |             |
| 41           | 35          | Arie (Tenor)                                                            | Arie (Tenor)                                                            | a-Moll           | C (4/4)          | Geduld! Wenn mich falsche Zungen stechen                        | Continuo (mit Viola da gamba statt Violone)              | Picander                        |             |
| 42           | 36a         | Rezitativ (Evangelist/Tenor, Hohepriester/Bass, Jesus/Bass)             | Rezitativ (Evangelist/Tenor, Hohepriester/Bass, Jesus/Bass)             | e-Moll           | e-Moll           | Und der Hohepriester antwortete                                 | Streicher, Continuo                                      | Mt 26,63b-66a                   |             |
|              | 36b         | Chor I & II (SATBSATB)                                                  | Chor I & II (SATBSATB)                                                  | G-Dur            | G-Dur            | Er ist des Todes schuldig!                                      | 2 Traversflöten, 2 Oboen, Streicher, Continuo            | Mt 26,66b                       |             |
| 43           | 36c         | Rezitativ (Evangelist/Tenor)                                            | Rezitativ (Evangelist/Tenor)                                            | C-Dur→d-Moll     | C-Dur→d-Moll     | Da speieten sie aus                                             | Continuo                                                 | Mt 26,67                        |             |
|              | 36d         | Chor I & II (SATBSATB)                                                  | Chor I & II (SATBSATB)                                                  | d-Moll→F-Dur     | d-Moll→F-Dur     | Weissage uns, Christe                                           | 2 Traversflöten, 2 Oboen, Streicher, Continuo            | Mt 26,68                        |             |
| 44           | 37          | Choral (SATB)                                                           | Choral (SATB)                                                           | F-Dur            | C (4/4)          | Wer hat dich so geschlagen                                      | 2 Traversflöten, 2 Oboen, Streicher, Continuo            | Paul Gerhardt, 1647             |             |
| 45           | 38a         | Rezitativ (Evangelist/Tenor, Petrus/Bass, 2 Mägde/Sopran)               | Rezitativ (Evangelist/Tenor, Petrus/Bass, 2 Mägde/Sopran)               | A-Dur→D-Dur      | A-Dur→D-Dur      | Petrus aber saß draußen                                         | Continuo                                                 | Mt 26,69–73a                    |             |
|              | 38b         | Chor II (SATB)                                                          | Chor II (SATB)                                                          | D-Dur→A-Dur      | D-Dur→A-Dur      | Wahrlich, du bist auch einer                                    | 2 Traversflöten, Oboe, Oboe d’amore, Streicher, Continuo | Mt 26,73b                       |             |
| 46           | 38c         | Rezitativ (Evangelist/Tenor, Petrus/Bass)                               | Rezitativ (Evangelist/Tenor, Petrus/Bass)                               | Cis-Dur→fis-Moll | Cis-Dur→fis-Moll | Da hub er an, sich zu verfluchen                                | Continuo                                                 | Mt 26,74–75                     |             |
| 47           | 39          | Arie (Alt)                                                              | Arie (Alt)                                                              | h-Moll           | 12/8             | Erbarme dich                                                    | Violine solo I, Streicher, Continuo                      | Picander                        |             |
| 48           | 40          | Choral (SATB)                                                           | Choral (SATB)                                                           | fis-Moll→A-Dur   | C (4/4)          | Bin ich gleich von dir gewichen                                 | 2 Traversflöten, 2 Oboen, Streicher, Continuo            | Johann Rist, 1642               |             |
| 49           | 41a         | Rezitativ (Evangelist/Tenor, Judas/Bass)                                | Rezitativ (Evangelist/Tenor, Judas/Bass)                                | fis-Moll→H-Dur   | fis-Moll→H-Dur   | Des Morgens aber hielten alle Hohepriester                      | Continuo                                                 | Mt 27,1–4a                      |             |
|              | 41b         | Chor I & II (SATBSATB)                                                  | Chor I & II (SATBSATB)                                                  | H-Dur→e-Moll     | H-Dur→e-Moll     | Was gehet uns das an?                                           | 2 Traversflöten, 2 Oboen, Streicher, Continuo            | Mt 27,4b                        |             |
| 50           | 41c         | Rezitativ (Evangelist/Tenor, 2 Hohepriester/Bass)                       | Rezitativ (Evangelist/Tenor, 2 Hohepriester/Bass)                       | a-Moll→h-Moll    | a-Moll→h-Moll    | Und er warf die Silberlinge in den Tempel                       | Continuo                                                 | Mt 27,5–6                       |             |
| 51           | 42          | Arie (Bass)                                                             | Arie (Bass)                                                             | G-Dur            | C (4/4)          | Gebt mir meinen Jesum wieder!                                   | Violine solo II, Streicher, Continuo                     | Picander                        |             |
| 52           | 43          | Rezitativ (Evangelist/Tenor, Jesus/Bass, Pilatus/Bass)                  | Rezitativ (Evangelist/Tenor, Jesus/Bass, Pilatus/Bass)                  | e-Moll→D-Dur     | e-Moll→D-Dur     | Sie hielten aber einen Rat                                      | Streicher, Continuo                                      | Mt 27,7–14                      |             |
| 53           | 44          | Choral (SATB)                                                           | Choral (SATB)                                                           | D-Dur            | C (4/4)          | Befiehl du deine Wege                                           | 2 Traversflöten, 2 Oboen, Streicher, Continuo            | Paul Gerhardt, 1653             |             |
| 54           | 45a         | Rezitativ (Evangelist/Tenor, Pilatus/Bass, Frau des Pilatus/Sopran)     | Chor I & II (SATBSATB)                                                  | E-Dur→a-Moll     | E-Dur→a-Moll     | Auf das Fest aber hatte der Landpfleger Gewohnheit              | Continuo                                                 | Mt 27,15–22a                    |             |
|              | 45b         | Chor I & II (SATBSATB)                                                  | Chor I & II (SATBSATB)                                                  | a-Moll→H-Dur     | a-Moll→H-Dur     | Laß ihn kreuzigen!                                              | 2 Traversflöten, 2 Oboen, Streicher, Continuo            | Mt 27,22b                       |             |
| 55           | 46          | Choral (SATB)                                                           | Choral (SATB)                                                           | h-Moll           | C (4/4)          | Wie wunderbarlich ist doch diese Strafe!                        | 2 Traversflöten, 2 Oboen, Streicher, Continuo            | Johann Heermann, 1630           |             |
| 56           | 47          | Rezitativ (Evangelist/Tenor, Pilatus/Bass)                              | Rezitativ (Evangelist/Tenor, Pilatus/Bass)                              | e-Moll           | e-Moll           | Der Landpfleger sagte                                           | Continuo                                                 | Mt 27,23a                       |             |
| 57           | 48          | Accompagnato-Rezitativ (Sopran)                                         | Accompagnato-Rezitativ (Sopran)                                         | e-Moll→C-Dur     | C (4/4)          | Er hat uns allen wohlgetan                                      | 2 Oboen da caccia, Continuo                              | Picander                        |             |
| 58           | 49          | Arie (Sopran)                                                           | Arie (Sopran)                                                           | a-Moll           | 3/4              | Aus Liebe will mein Heiland sterben                             | Traversflöte, 2 Oboen da caccia, kein Continuo           | Picander                        |             |
| 59           | 50a         | Rezitativ (Evangelist/Tenor)                                            | Rezitativ (Evangelist/Tenor)                                            | e-Moll           | e-Moll           | Sie schrieen aber noch mehr                                     | Continuo                                                 | Mt 27,23b                       |             |
|              | 50b         | Chor I & II (SATBSATB)                                                  | Chor I & II (SATBSATB)                                                  | h-Moll→Cis-Dur   | h-Moll→Cis-Dur   | Laß ihn kreuzigen!                                              | 2 Traversflöten, 2 Oboen, Streicher, Continuo            | Mt 27,23c                       |             |
|              | 50c         | Rezitativ (Evangelist/Tenor, Pilatus/Bass)                              | Rezitativ (Evangelist/Tenor, Pilatus/Bass)                              | Cis-Dur→h-Moll   | Cis-Dur→h-Moll   | Da aber Pilatus sahe                                            | Continuo                                                 | Mt 27,24–25a                    |             |
|              | 50d         | Chor I & II (SATBSATB)                                                  | Chor I & II (SATBSATB)                                                  | h-Moll→D-Dur     | h-Moll→D-Dur     | Sein Blut komme über uns                                        | 2 Traversflöten, 2 Oboen, Streicher, Continuo            | Mt 27,25b                       |             |
|              | 50e         | Rezitativ (Evangelist/Tenor)                                            | Rezitativ (Evangelist/Tenor)                                            | D-Dur→e-Moll     | D-Dur→e-Moll     | Da gab er ihnen Barrabam los                                    | Continuo                                                 | Mt 27,26                        |             |
| 60           | 51          | Accompagnato-Rezitativ (Alt)                                            | Accompagnato-Rezitativ (Alt)                                            | F-Dur→g-Moll     | C (4/4)          | Erbarm es Gott!                                                 | Streicher, Continuo                                      | Picander                        |             |
| 61           | 52          | Arie (Alt)                                                              | Arie (Alt)                                                              | g-Moll           | 3/4              | Können Tränen meiner Wangen                                     | 2 Violinen, Continuo                                     | Picander                        |             |
| 62           | 53a         | Rezitativ (Evangelist/Tenor)                                            | Rezitativ (Evangelist/Tenor)                                            | F-Dur→d-Moll     | F-Dur→d-Moll     | Da nahmen die Kriegsknechte                                     | Continuo                                                 | Mt 27,27–29a                    |             |
|              | 53b         | Chor I & II (SATBSATB)                                                  | Chor I & II (SATBSATB)                                                  | d-Moll→A-Dur     | d-Moll→A-Dur     | Gegrüßet seist du, Jüdenkönig!                                  | 2 Traversflöten, 2 Oboen, Streicher, Continuo            | Mt 27,29b                       |             |
|              | 53c         | Rezitativ (Evangelist/Tenor)                                            | Rezitativ (Evangelist/Tenor)                                            | d-Moll           | d-Moll           | Und speieten ihn an                                             | Continuo                                                 | Mt 27,30                        |             |
| 63           | 54          | Choral (SATB)                                                           | Choral (SATB)                                                           | d-Moll→F-Dur     | C (4/4)          | O Haupt voll Blut und Wunden                                    | 2 Traversflöten, 2 Oboen, Streicher, Continuo            | Paul Gerhardt, 1656             |             |
| 64           | 55          | Rezitativ (Evangelist/Tenor)                                            | Rezitativ (Evangelist/Tenor)                                            | a-Moll           | a-Moll           | Und da sie ihn verspottet hatten                                | Continuo                                                 | Mt 27,31–32                     |             |
| 65           | 56          | Accompagnato-Rezitativ (Bass)                                           | Accompagnato-Rezitativ (Bass)                                           | F-Dur→d-Moll     | C (4/4)          | Ja freilich will in uns                                         | 2 Traversflöten, Viola da gamba, Continuo                | Picander                        |             |
| 66           | 57          | Arie (Bass)                                                             | Arie (Bass)                                                             | d-Moll           | C (4/4)          | Komm, süßes Kreuz                                               | Viola da gamba, Continuo                                 | Picander                        |             |
| 67           | 58a         | Rezitativ (Evangelist/Tenor)                                            | Rezitativ (Evangelist/Tenor)                                            | C-Dur→Fis-Dur    | C-Dur→Fis-Dur    | Und da sie an die Stätte kamen                                  | Continuo                                                 | Mt 27,33–39                     |             |
|              | 58b         | Chor I & II (SATBSATB)                                                  | Chor I & II (SATBSATB)                                                  | Fis-Dur→h-Moll   | Fis-Dur→h-Moll   | Der du den Tempel Gottes zerbrichst                             | 2 Traversflöten, 2 Oboen, Streicher, Continuo            | Mt 27,40                        |             |
|              | 58c         | Rezitativ (Evangelist/Tenor)                                            | Rezitativ (Evangelist/Tenor)                                            | Fis-Dur→e-Moll   | Fis-Dur→e-Moll   | Desgleichen auch die Hohenpriester                              | Continuo                                                 | Mt 27,41                        |             |
|              | 58d         | Chor I & II (SATBSATB)                                                  | Chor I & II (SATBSATB)                                                  | e-Moll           | e-Moll           | Andern hat er geholfen                                          | 2 Traversflöten, 2 Oboen, Streicher, Continuo            | Mt 27,42–43                     |             |
| 68           | 58e         | Rezitativ (Evangelist/Tenor)                                            | Rezitativ (Evangelist/Tenor)                                            | G-Dur→c-Moll     | G-Dur→c-Moll     | Desgleichen schmäheten ihn                                      | Continuo                                                 | Mt 27,44                        |             |
| 69           | 59          | Accompagnato-Rezitativ (Alt)                                            | Accompagnato-Rezitativ (Alt)                                            | As-Dur           | C (4/4)          | Ach Golgatha                                                    | 2 Oboen da caccia, Continuo                              | Picander                        |             |
| 70           | 60          | Arie (Alt)                                                              | + Chor II (SATB)                                                        | Es-Dur           | C (4/4)          | Sehet, Jesus hat die Hand                                       | 2 Oboen da caccia, 2 Oboen, Streicher, Continuo          | Picander                        |             |
| 71           | 61a         | Rezitativ (Evangelist/Tenor, Jesus/Bass)                                | Rezitativ (Evangelist/Tenor, Jesus/Bass)                                | Es-Dur→c-Moll    | Es-Dur→c-Moll    | Und von der sechsten Stunde an                                  | Continuo, keine Streicher                                | Mt 27,45–47a                    |             |
|              | 61b         | Chor I (SATB)                                                           | Chor I (SATB)                                                           | c-Moll→F-Dur     | c-Moll→F-Dur     | Der rufet dem Elias!                                            | 2 Oboen, Streicher, Continuo                             | Mt 27,47b                       |             |
|              | 61c         | Rezitativ (Evangelist/Tenor)                                            | Rezitativ (Evangelist/Tenor)                                            | F-Dur→g-Moll     | F-Dur→g-Moll     | Und bald lief einer unter ihnen                                 | Continuo                                                 | Mt 27,48–49a                    |             |
|              | 61d         | Chor II (SATB)                                                          | Chor II (SATB)                                                          | g-Moll→d-Moll    | g-Moll→d-Moll    | Halt! laß sehen                                                 | 2 Traversflöten, 2 Oboen, Streicher, Continuo            | Mt 27,49b                       |             |
|              | 61e         | Rezitativ (Evangelist/Tenor)                                            | Rezitativ (Evangelist/Tenor)                                            | d-Moll→a-Moll    | d-Moll→a-Moll    | Aber Jesus schriee abermal laut                                 | Continuo                                                 | Mt 27,50                        |             |
| 72           | 62          | Choral (SATB)                                                           | Choral (SATB)                                                           | a-Moll           | C (4/4)          | Wenn ich einmal soll scheiden                                   | 2 Traversflöten, 2 Oboen, Streicher, Continuo            | Paul Gerhardt, 1656             |             |
| 73           | 63a         | Rezitativ (Evangelist/Tenor)                                            | Rezitativ (Evangelist/Tenor)                                            | C-Dur→As-Dur     | C-Dur→As-Dur     | Und siehe da, der Vorhang im Tempel zerriß                      | Continuo                                                 | Mt 27,51–54a                    |             |
|              | 63b         | Chor I & II (SATBSATB) (unisono)                                        | Chor I & II (SATBSATB) (unisono)                                        | As-Dur           | As-Dur           | Wahrlich, dieser ist Gottes Sohn gewesen                        | 2 Traversflöten, Oboe, Streicher, Continuo               | Mt 27,54b                       |             |
|              | 63c         | Rezitativ (Evangelist/Tenor)                                            | Rezitativ (Evangelist/Tenor)                                            | Es-Dur→B-Dur     | Es-Dur→B-Dur     | Und es waren viel Weiber da                                     | Continuo                                                 | Mt 27,55–58                     |             |
| 74           | 64          | Accompagnato-Rezitativ (Bass)                                           | Accompagnato-Rezitativ (Bass)                                           | g-Moll           | C (4/4)          | Am Abend, da es kühle war                                       | Streicher, Continuo                                      | Picander                        |             |
| 75           | 65          | Arie (Bass)                                                             | Arie (Bass)                                                             | B-Dur            | 12/8             | Mache dich, mein Herze, rein                                    | 2 Oboen da caccia, Streicher, Continuo                   | Picander                        |             |
| 76           | 66a         | Rezitativ (Evangelist/Tenor)                                            | Rezitativ (Evangelist/Tenor)                                            | g-Moll→Es-Dur    | g-Moll→Es-Dur    | Und Joseph nahm den Leib                                        | Continuo                                                 | Mt 27,59–62                     |             |
|              | 66b         | Chor I & II (SATBSATB)                                                  | Chor I & II (SATBSATB)                                                  | Es-Dur→D-Dur     | Es-Dur→D-Dur     | Herr, wir haben gedacht                                         | 2 Traversflöten, 2 Oboen, Streicher, Continuo            | Mt 27,63–64                     |             |
|              | 66c         | Rezitativ (Evangelist/Tenor, Pilatus/Bass)                              | Rezitativ (Evangelist/Tenor, Pilatus/Bass)                              | g-Moll→Es-Dur    | g-Moll→Es-Dur    | Pilatus sprach zu ihnen                                         | Continuo                                                 | Mt 27,65–66                     |             |
| 77           | 67          | Accompagnato-Rezitativ (Sopran, Alt, Tenor, Bass)                       | + Chor II (SATB)                                                        | Es-Dur→c-Moll    | C (4/4)          | Nun ist der Herr zur Ruh gebracht                               | 2 Traversflöten, 2 Oboen, Streicher, Continuo            | Picander                        |             |
| 78           | 68          | Chor I & II (SATBSATB)                                                  | Chor I & II (SATBSATB)                                                  | c-Moll           | 3/4              | Wir setzen uns mit Tränen nieder                                | 2 Traversflöten, 2 Oboen, Streicher, Continuo            | Picander                        |             |

### Werk
- Rüdiger Bartelmus: Die Matthäuspassion J. S. Bachs als Symbol. Gedanken zu einem unerschöpflichen musikalisch-theologischen Werk. In: Theologische Zeitschrift. Band 1, 1991, S. 18–65 (books.google.de).
- Hans Blumenberg: Matthäuspassion (= Bibliothek Suhrkamp. Bd. 998). Suhrkamp, Frankfurt am Main 1988, ISBN 3-518-01998-8.
- Hans Darmstadt: Johann Sebastian Bach. Matthäus-Passion. BWV 244. Analysen und Anmerkungen zur Kompositionstechnik mit aufführungspraktischen und theologischen Notizen. Klangfarben-Musikverlag, Dortmund 2016, ISBN 978-3-932676-18-5.
- Martin Geck: Die Wiederentdeckung der Matthäuspassion im 19. Jahrhundert. Die zeitgenössischen Dokumente und ihre ideengeschichtliche Deutung. Bosse, Regensburg 1967.
- Günter Jena: „Das gehet meiner Seele nah.“ Die Matthäuspassion von Johann Sebastian Bach. Herder, Freiburg 1999, ISBN 3-451-04794-2.
- Konrad Küster: Matthäuspassion BWV 244. In: Konrad Küster (Hrsg.): Bach-Handbuch. Bärenreiter, Kassel 1999, ISBN 3-7618-2000-3, S. 452–467.
- Johann Theodor Mosewius: J. S. Bachs Matthäuspassion musikalisch und ästhetisch dargestellt. Berlin 1852, Digitalisat
- Emil Platen: Johann Sebastian Bach. Die Matthäus-Passion. Entstehung, Werkbeschreibung, Rezeption. 2. Auflage. Bärenreiter, dtv, Kassel / München u. a. 1997, ISBN 3-7618-4545-6.
- Johann Sebastian Bach. Matthäus-Passion, BWV 244. Vorträge der Sommerakademie J. S. Bach 1985. In: Ulrich Prinz (Hrsg.): Johann Sebastian Bach. Matthäus-Passion BWV 244. Breitkopf & Härtel, Stuttgart / Kassel 1990, ISBN 3-7618-0977-8.
- Johann Michael Schmidt: Die Matthäus-Passion von Johann Sebastian Bach. Zur Geschichte ihrer religiösen und politischen Wahrnehmung und Wirkung. Evangelische Verlagsanstalt, Leipzig 2018, ISBN 978-3-374-05448-0.
- Gottfried Scholz: Bachs Passionen. Ein musikalischer Werkführer. C. H. Beck, München 2000, ISBN 3-406-43305-7.
- Burkhard Stauber: 1727 oder 1729? Zur Entstehungsgeschichte der Matthäuspassion BWV 244 und der Köthener Trauermusik BWV 244a. In: Die Musikforschung. 73. Jg., 2020, S. 235–258, Digitalisat.

### Theologische Deutung
- Elke Axmacher: „Aus Liebe will mein Heyland sterben“. Untersuchungen zum Wandel des Passionsverständnisses im frühen 18. Jahrhundert. Hänssler, Neuhausen-Stuttgart 1984, ISBN 3-7751-0883-1 (Beiträge zur theologischen Bachforschung 1).
- Johan Bouman: Musik zur Ehre Gottes. Die Musik als Gabe Gottes und Verkündigung des Evangeliums bei Johann Sebastian Bach. 2. Auflage. Brunnen, Gießen 2000, ISBN 3-7655-1201-X.
- Werner Braun: Die protestantische Passion. In: Ludwig Finscher (Hrsg.): Die Musik in Geschichte und Gegenwart. Sachteil. 2. Auflage. Band 7. Bärenreiter, Kassel 1997, ISBN 3-7618-1101-2, S. 1469–1487.
- Walter Hilbrands: Johannes Sebastian Bach als Ausleger der Bibel in seiner Johannespassion. In: Walter Hilbrands (Hrsg.): Sprache lieben – Gottes Wort verstehen. Beiträge zur biblischen Exegese. Brunnen, Gießen 2011, ISBN 978-3-7655-9247-8, S. 271–285.
- Robin A. Leaver: Bachs theologische Bibliothek. Hänssler, Neuhausen-Stuttgart 1983, ISBN 3-7751-0841-6.
- Martin Petzold: Zwischen Orthodoxie, Pietismus und Aufklärung – Überlegungen zum theologiegeschichtlichen Kontext Johann Sebastian Bachs. In: Reinhard Szeskus (Hrsg.): Bach und die Aufklärung. Breitkopf & Härtel, Leipzig 1982, S. 66–107.
- Lothar und Renate Steiger: Die theologische Bedeutung der Doppelchörigkeit in Johann Sebastian Bachs „Matthäus-Passion“. In: Wolfgang Rehm (Hrsg.): Bachiana et alia musicologica. Festschrift Alfred Dürr. Bärenreiter, Kassel 1983, ISBN 3-7618-0683-3, S. 275–286.

## Aufnahmen/Tonträger (Auswahl)
Die Liste bietet eine Auswahl einflussreicher Aufnahmen auf Tonträgern und berücksichtigt insbesondere die gegenwärtig im Handel erhältlichen.

### Auf historischen Instrumenten
- Nikolaus Harnoncourt (Teldec, 1970): Concentus Musicus Wien, Knabensolisten der Regensburger Domspatzen, Choir of King’s College (Cambridge); Solisten: Kurt Equiluz, Karl Ridderbusch, Knabensopran der Wiener Sängerknaben, Paul Esswood, Tom Sutcliffe, James Bowman, Nigel Rogers, Max van Egmond, Michael Schopper.
- Philippe Herreweghe (Harmonia Mundi, 1985): La Chapelle Royale, Collegium Vocale Gent; Solisten: Howard Crook, Ulrik Cold, Barbara Schlick, René Jacobs, Hans-Peter Blochwitz, Peter Kooij.
- John Eliot Gardiner (Archiv Produktion, 1989): English Baroque Soloists, Monteverdi Choir; Solisten: Anthony Rolfe Johnson, Andreas Schmidt, Barbara Bonney, Anne Sofie von Otter, Michael Chance, Howard Crook, Olaf Bär.
- Gustav Leonhardt (Deutsche Harmonia Mundi, 1989): La Petite Bande und Männerchor, Tölzer Knabenchor; Solisten: Christoph Prégardien, Max van Egmond, Knabensolisten des Tölzer Knabenchors, René Jacobs, David Cordier, Markus Schäfer, John Elwes, Klaus Mertens, Peter Lika.
- Christoph Spering (Tete-a-Tete, 1992): Chorus Musicus Köln, Das Neue Orchester; Solisten: Wilfried Jochens, Peter Lika, Angela Kazimierczuk, Alison Browner, Markus Schäfer, Franz-Josef Selig.
- Ton Koopman (Erato, 1993): Nederlandse Bachvereniging, Amsterdam Baroque Orchestra & Choir; Solisten: Guy de Mey, Peter Kooij, Barbara Schlick, Kai Wessel, Christoph Prégardien, Klaus Mertens.
- Frans Brüggen (Philips, 1996): Boys’ Choir of St Bavo’s Cathedral, Haarlem & Nederlands Kamerkoor, Orchester des 18. Jahrhunderts; Solisten: Nico van der Meel, Kristinn Sigmundsson, María Cristina Kiehr, Mona Julsrud, Claudia Schubert, Wilke te Brummelstroete, Ian Bostridge, Toby Spence, Peter Kooij, Harry van der Kamp.
- Philippe Herreweghe (Harmonia Mundi, 1998): Collegium Vocale Gent; Solisten: Ian Bostridge, Franz-Josef Selig, Sibylla Rubens, Andreas Scholl, Werner Güra, Dietrich Henschel.
- Masaaki Suzuki (BIS Records, 1999): Bach Collegium Japan; Solisten: Gerd Türk, Peter Kooij, Nancy Argenta, Robin Blaze, Makoto Sakurada, Chiyuki Urano.
- Georg Christoph Biller (Accentus, 2012): Thomanerchor Leipzig, Gewandhausorchester Leipzig; Christina Landshamer, Stefan Kahle, Wolfram Lattke, Martin Lattke, Klaus Mertens, Gotthold Schwarz (Mitschnitt eines Konzerts aus der Thomaskirche Leipzig anlässlich des 800. Geburtstags des Thomanerchores).
- René Jacobs (HMF, 2012): RIAS Kammerchor, Staats- und Domchor Berlin, Akademie für Alte Musik Berlin; Solisten: Sunhae Im, Bernarda Fink, Johannes Weisser, Topi Lehtipuu, Konstantin Wolff, Werner Güra.
- Rudolf Lutz (J. S. Bach-Stiftung, 2014): Chor und Orchester der J. S. Bach-Stiftung; Solisten: Joanne Lunn, Margot Oitzinger, Charles Daniels, Peter Harvey, Wolf Matthias Friedrich.
- Jos van Veldhoven (allofbach, 2014): Nederlandse Bachvereniging; Solisten: Benjamin Hulett, Andreas Wolf, Griet De Geyter, Tim Mead, Thomas Hobbs.
- Frieder Bernius (Carus, 2015): Kammerchor Stuttgart, Barockorchester Stuttgart; Solisten: Hannah Morrison, Sophie Harmsen, Tilman Lichdi, Peter Harvey.
- Ralf Otto (Naxos, 2019): Bachchor Mainz, Bachorchester Mainz; Solisten: Georg Poplutz, Matthias Winckhler, Julia Kleiter, Jasmin Hörner, Gerhild Romberger, Nohad Becker, Daniel Sans, Christian Rathgeber, Christian Wagner, Daniel Ochoa.[89]

### Mit solistischer Besetzung
- Paul McCreesh (Archiv Produktion, 2003): Gabrieli Consort and Players; Chor 1: Deborah York, Magdalena Kožená, Mark Padmore, Peter Harvey, Chor 2: Julia Gooding, Susan Bickley, James Gilchrist, Stephan Loges.
- Sigiswald Kuijken (Challenge Classics, 2008): La Petite Bande; Christoph Genz, Jan van der Crabben, Gerlinde Sämann, Marie Kuijken, Petra Noskaiová, Patrizia Hardt, Bernhard Hunziker, Marcus Niedermeyr.

### Auf modernen Instrumenten
- Willem Mengelberg (Philips, 1939): Concertgebouw-Orchester Amsterdam, Amsterdam Toonkunstkoor & „Zanglust“ Jongenskoor; Solisten: Karl Erb, Willem Ravelli, Jo Vincent, Ilona Durigo, Louis van Tulder, Hermann Schey.
- Otto Klemperer (EMI, 1962): Philharmonia Orchestra und Chor; Solisten: Peter Pears, Dietrich Fischer-Dieskau, Elisabeth Schwarzkopf, Christa Ludwig, Nicolai Gedda, Walter Berry, Heather Harper, Geraint Evans.
- Leonard Bernstein (Columbia Masterworks, 1962): New York Philharmonic, Collegiate Chorale; Solisten: Adele Addison, William Wildermann, David Lloyd, Charles Bressler, Donaldson Bell, Betty Allen.
- Karl Richter (Archiv Produktion, 1969): Münchener Bach-Chor, Münchener Chorknaben, Münchener Bach-Orchester; Solisten: Ernst Haefliger, Kieth Engen, Ursula Buckel, Marga Höffgen, Peter van der Bilt
- Herbert von Karajan (Deutsche Grammophon, 1972): Berliner Philharmoniker, Wiener Singverein, Chor der Deutschen Oper Berlin, Knabenstimmen des Staats- und Domchores Berlin; Solisten: Peter Schreier, Dietrich Fischer-Dieskau, Gundula Janowitz, Christa Ludwig, Horst Laubenthal, Walter Berry, Anton Diakov.
- Rudolf Mauersberger (Eterna, 1975): Gewandhausorchester Leipzig, Dresdner Kreuzchor, Thomanerchor Leipzig, Solisten: Peter Schreier, Theo Adam, Adele Stolte, Annelies Burmeister, Hans-Joachim Rotzsch, Günther Leib, Siegfried Vogel.
- Georg Solti (Decca Records, 1988): Chicago Symphony Orchestra and Chorus; Solisten: Hans-Peter Blochwitz, Olaf Bär, Kiri Te Kanawa, Anne Sofie von Otter, Anthony Rolfe Johnson, Tom Krause.
- Helmuth Rilling (SCM Hänssler, 1999): Gächinger Kantorei Stuttgart, Bach-Collegium Stuttgart; Solisten: Christiane Oelze, Ingeborg Danz, Michael Schade, Matthias Goerne, Thomas Quasthoff.
- Enoch zu Guttenberg (Farao Classics, 2003): Orchester der Klangverwaltung, Chorgemeinschaft Neubeuern, Tölzer Knabenchor; Solisten: Marcus Ullmann, Klaus Mertens, Anna Korondi, Anke Vondung, Werner Güra, Hans Christoph Begemann.
- Simon Rattle (DVD, 2010, und Video-Live-Stream in der sog. Digital Concert Hall): Ritualisierung: Peter Sellars; Ensembles: Berliner Philharmoniker, Rundfunkchor Berlin, Knabenstimmen des Staats- und Domchores Berlin; Solisten: Camilla Tilling, Magdalena Kožená, Topi Lehtipuu (Arien), Mark Padmore (Evangelist), Thomas Quasthoff (Arien), Christian Gerhaher (Christus).
- Matthias Grünert (Rondeau, 2022): Ensemble und Kammerchor der Frauenkirche Dresden; Solisten: Catalina Bertucci, Britta Schwarz, Wolfram Lattke, Thomas Laske, Tilman Lichdi (Evangelist), Philipp Meierhöfer (Christus), Hanna Zumsande, Genevieve Tschumi, Tobias Hunger, Sebastian Noack.